# Baldwin Locomotive Works

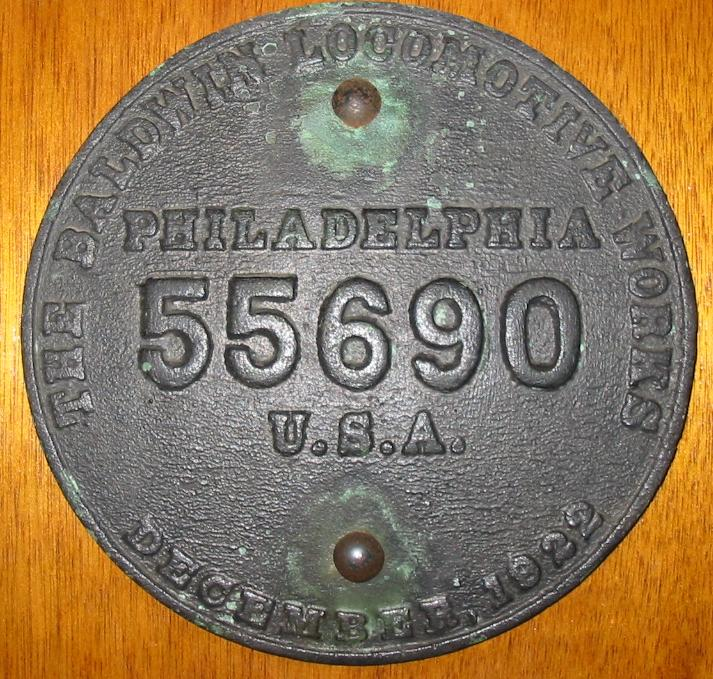
Placa identificativa de una máquina fabricada por Baldwin Locomotive Works (1922)

Baldwin Locomotive Works (BLW), traducible al español como «Talleres de Locomotoras Baldwin», fue un fabricante estadounidense de locomotoras que existió durante los siglos XIX y XX, concretamente desde 1825 hasta 1972. Originalmente ubicado en Filadelfia, se mudó a la cercana localidad de Eddystone a principios del siglo XX. La compañía fue durante décadas el mayor productor mundial de locomotoras de vapor, pero no pudo adaptarse para ser competitiva a medida que la demanda de locomotoras diésel-eléctricas y eléctricas acabó con el mercado de las máquinas de vapor. Baldwin produjo la última de sus más de 70 000 locomotoras en 1956, y cerró sus puertas en 1972.
La compañía no tiene relación con el constructor de locomotoras E.M. Baldwin and Sons de Nueva Gales del Sur, Australia.

## Historia:sigloXIX

### Comienzos

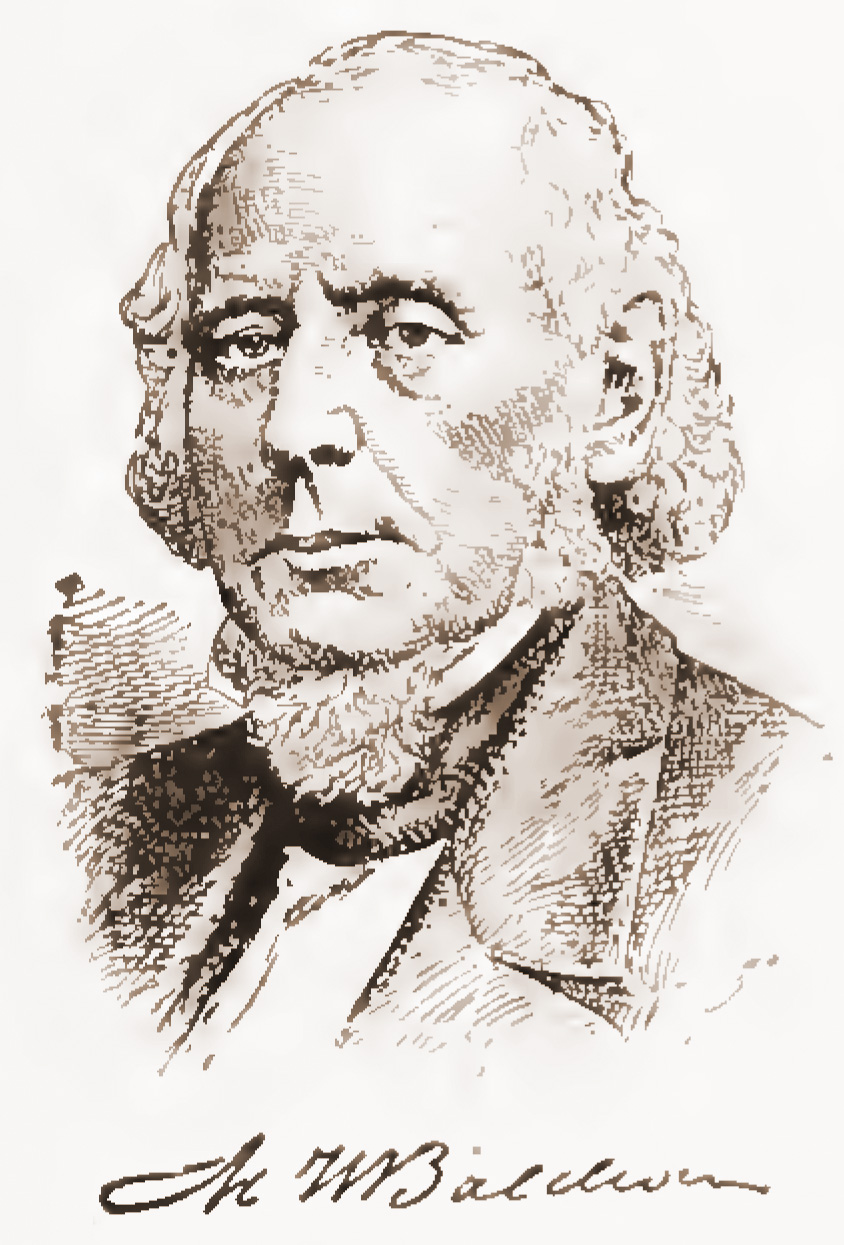
Matthias W. Baldwin

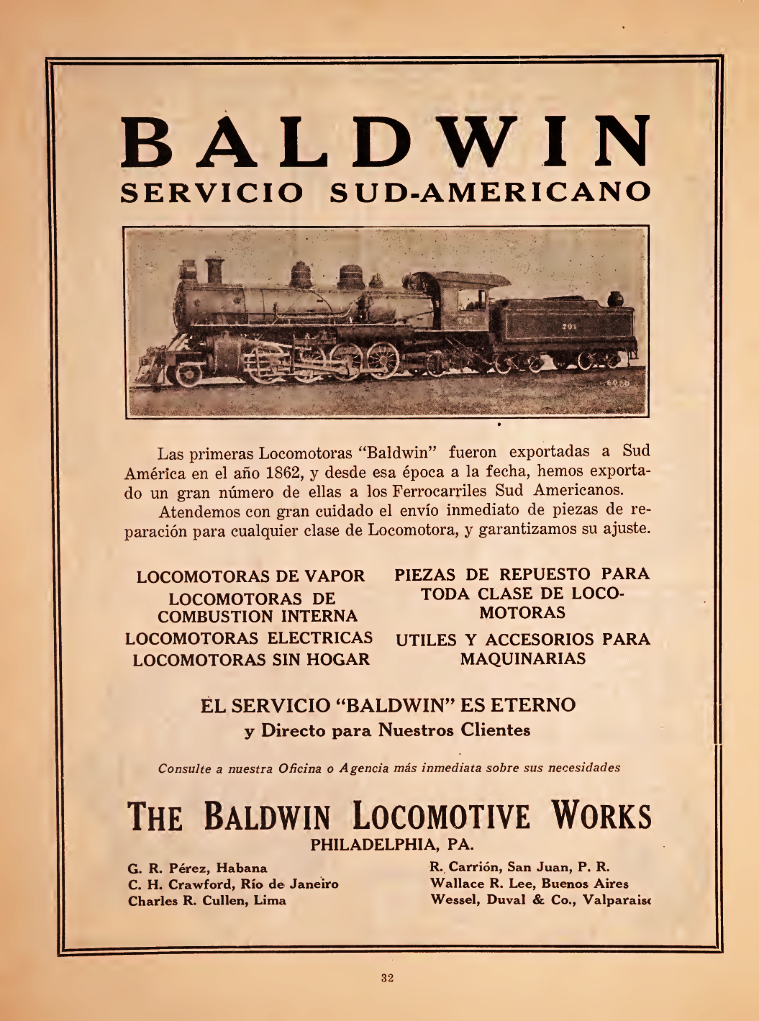
Publicidad de la compañía en 1920 donde expone sus logros de exportación a Sudamérica.

La compañía Baldwin Locomotive Works tuvo un comienzo humilde. Su fundador, Matthias W. Baldwin, era un joyero y bisutero, que con el mecánico David H. Mason formó en 1825 una sociedad dedicada a la fabricación de herramientas y cilindros para el estampado de telas de calicó. Poco después, Baldwin diseñó y construyó para su propio uso un pequeño motor de vapor estacionario, cuya factura era tan excelente y su eficiencia tan grande que se le solicitó que construyera otros similares. Este hecho dirigió su atención hacia la ingeniería de vapor. El motor original estuvo en uso y alimentó muchos departamentos de los talleres Baldwin durante más de 60 años, y actualmente se exhibe en el Instituto Smithsoniano en Washington D. C.
En 1831, a pedido del Museo de Arte de Filadelfia, Baldwin construyó una locomotora en miniatura de exhibición. La máquina tuvo tanto éxito, que ese mismo año recibió un pedido de una compañía ferroviaria, que quería una locomotora similar para organizar una pequeña línea de transporte de viajeros en los suburbios de Filadelfia. La compañía del Ferrocarril de Camden y Amboy (C&A) había importado poco antes una locomotora (la John Bull) desde Inglaterra, que estaba almacenada en Bordentown. Todavía no había sido ensamblada por Isaac Dripps (bajo la dirección del presidente de C&A, Robert Livingston Stevens) cuando Baldwin visitó el lugar. Inspeccionó las partes todavía sin montar y tomó nota de las dimensiones principales. Ayudado por estas cifras, comenzó su tarea.
Baldwin tuvo que superar grandes dificultades para servir este primer encargo. Por entonces no existían las máquinas herramienta modernas, lo que implicó que los cilindros se tuvieran que perforar a mano, utilizando un cincel fijado en un bloque de madera. Los operarios tuvieron que aprender nuevos procedimientos casi desde cero; y Baldwin en persona tuvo que mecanizar muchas piezas con sus propias manos.
Bajo tales circunstancias, completó su primera locomotora, bautizada como "Old Ironsides", que sería ensayada en el Ferrocarril de Filadelfia, Germantown y Norristown el 23 de noviembre de 1832. Comenzaría a trabajar de inmediato y se mantuvo en servicio durante más de 20 años. Era una máquina de cuatro ruedas, que pesaba un poco más de cinco toneladas. Las ruedas motrices tenían un diámetro de 54 pulgadas (1,4 m) y los cilindros eran de 9+1/2 de pulgada (24,1 cm) de diámetro y de 18 pulgadas (45,7 cm) de carrera. Las ruedas estaban formadas por pesados núcleos de hierro fundido, con radios y llantas de madera, y una banda de rodadura de hierro forjado; y el bastidor estaba fabricado de madera. Tenía una caldera de 30 pulgadas (0,8 m) de diámetro, que tardaba unos 20 minutos en generar vapor. Su velocidad máxima era de 28 mph (45,1 km/h).

### Primeros años
Tras el Pánico financiero de 1837, el negocio atravesó una situación difícil. La producción cayó de 40 locomotoras en 1837 a tan solo nueve en 1840 y la compañía estaba fuertemente endeudada. Como parte de la estrategia para superar estos problemas, Matthias Baldwin buscó dos socios, George Vail y George Hufty. Aunque su participación resultó ser relativamente efímera, contribuyeron a que Baldwin superara su complicada situación económica.
Zerah Colburn fue uno de los muchos ingenieros que tenía una estrecha asociación con Baldwin Locomotive Works. Entre 1854 (al comienzo de su publicación semanal, el Railroad Advocate) y 1861, cuando Colburn se trasladó a trabajar más o menos permanentemente en Londres, Colburn mantuvo contactos frecuentes con Baldwin, cuyo trabajo admiraba.
En la década de 1850, la construcción del ferrocarril se convirtió en poco menos que una obsesión nacional, con la puesta en marcha de numerosos proyectos de nuevas líneas, particularmente en el Medio Oeste y el Sur. Si bien esto ayudó a aumentar la demanda de productos Baldwin, también aumentó la competencia a medida que nuevas empresas se introdujeran en el sector de la producción de locomotoras de vapor.
Aun así, Baldwin tuvo problemas para satisfacer el ritmo de los pedidos, y a principios de la década de 1850, comenzó a pagar a sus trabajadores a destajo para aumentar la productividad mediante incentivos. Hacia 1857, la compañía producía 66 locomotoras al año y empleaba a 600 hombres. Pero otra recesión económica, esta vez el Pánico de 1857, volvió a afectar al negocio. La producción cayó un 50 % en 1858.

### 1860-1899
La guerra de Secesión al principio parecía un escenario desastroso para la compañía. Según John K. Brown en "The Baldwin Locomotive Works, 1831-1915: A Study in American Industrial Practice", al comienzo del conflicto, Baldwin tenía una gran dependencia de los ferrocarriles del sur como su principal mercado. En 1860, casi el 80 % de la producción de la empresa se destinaba a operadores en estados que pretendían separararse de la Unión. Como resultado, la producción de Baldwin en 1861 cayó más del 50 % con respecto al año anterior. Sin embargo, la pérdida en las ventas del Sur fue contrarrestada por las compras de los Ferrocarriles Militares de la Unión y del Ferrocarril de Pensilvania, que vieron aumentar su tráfico. En estas circunstancias, Baldwin produjo más de 100 locomotoras durante la guerra de 1861-1865.
Cuando Matthias Baldwin murió en 1866, su compañía estaba compitiendo con Rogers Locomotive and Machine Works por el primer lugar entre los productores de locomotoras. En 1870 Baldwin había tomado la delantera y una década más tarde, producía 2½ veces más máquinas que su competidor más cercano, según al censo de fabricación de Estados Unidos.

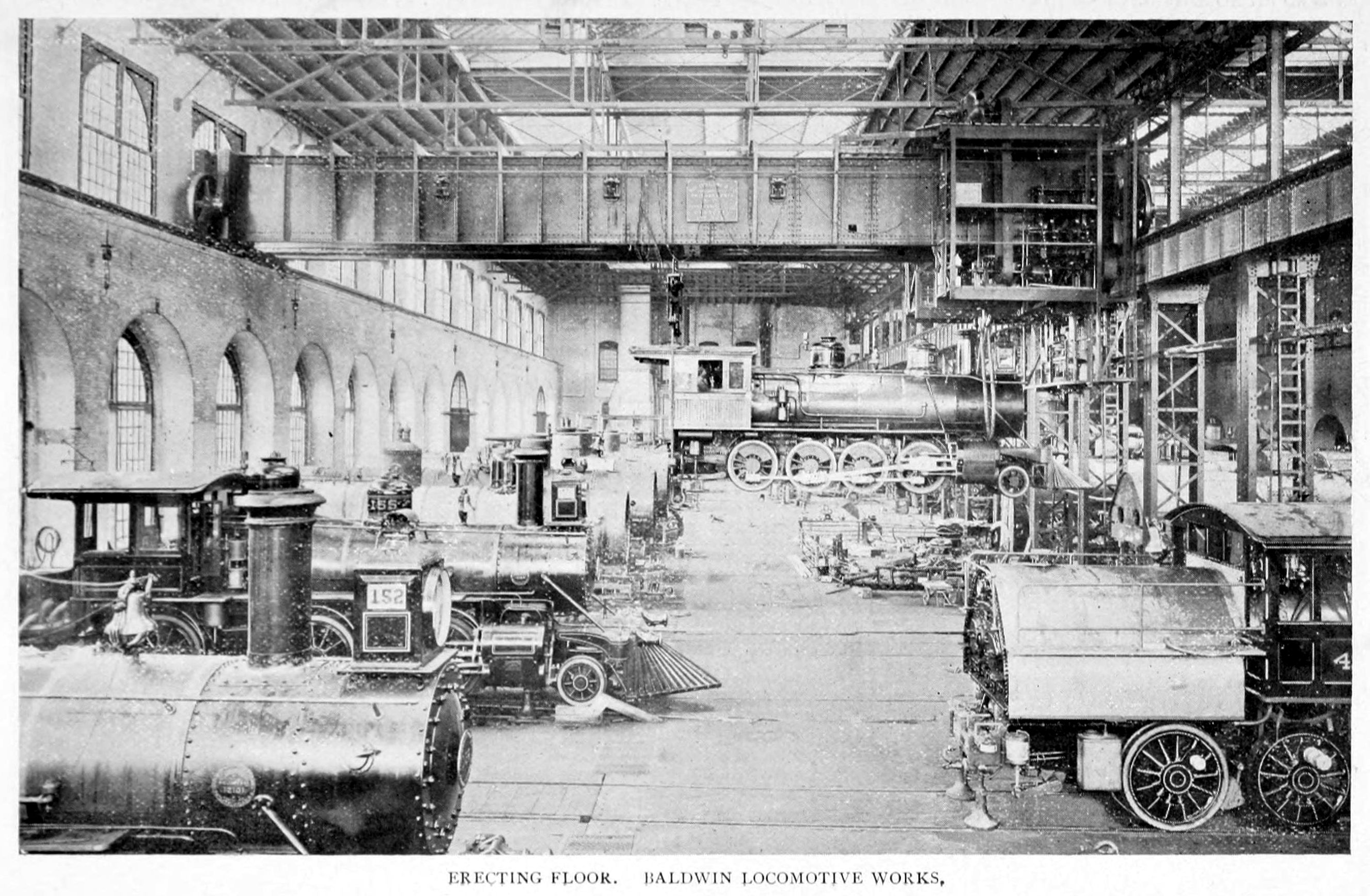
Baldwin Locomotive Works: planta de montaje (1896).

En 1897, se presentó Baldwin Locomotive Works como uno de los ejemplos de gestión exitosa de su factoría, en una serie de artículos de Horace Lucian Arnold. El artículo describe específicamente el sistema de pago por pieza utilizado en la gestión de los talleres.
Burton (1899) escribió que "en Baldwin Locomotive Works ... las tasas de trabajo por pieza rara vez se alteran ... Algunas tasas se han mantenido sin cambios durante los últimos veinte años, y un trabajador es más apreciado cuanto más produce por su cuenta. Esfuerzos y habilidades aumentan sus ganancias semanales. Tiene un incentivo absoluto para aumentar su producción tanto como sea posible, porque sabe que, al aumentar sus propios ingresos, no se reducirá el pago del trabajo por pieza con el fin de obligarle a esforzarse más para mantener el mismo salario semanal".

## Historia:sigloXX

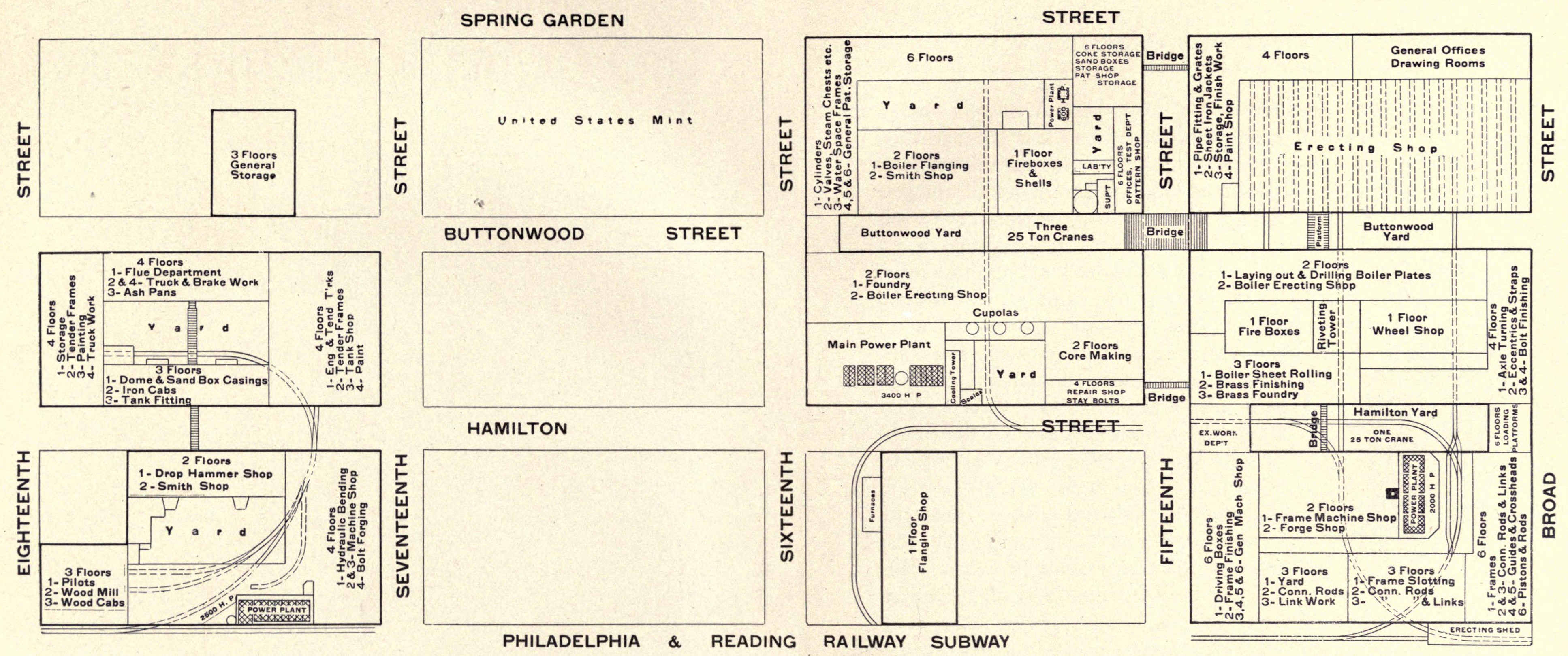
Planta de Baldwin Locomotive Works en Filadelfia, c. 1903

Inicialmente, Baldwin construyó numerosas locomotoras de vapor en su primera planta de Filadelfia, que ocupaba 196 acres (0,8 km²) en Broad Street. Pero se había quedado pequeña, pese a ser un enorme complejo que ocupaba la mayor parte de ocho manzanas cuadradas de la ciudad. Para incrementar su producción, en 1906 comenzó el traslado a una parcela de 616 acres (2,5 km²) ubicada en Spring Street, cerca de Eddystone. La nueva factoría tenía capacidad para producir más de 3000 locomotoras al año. La mudanza desde Broad Street se completó a finales de la década de 1920.

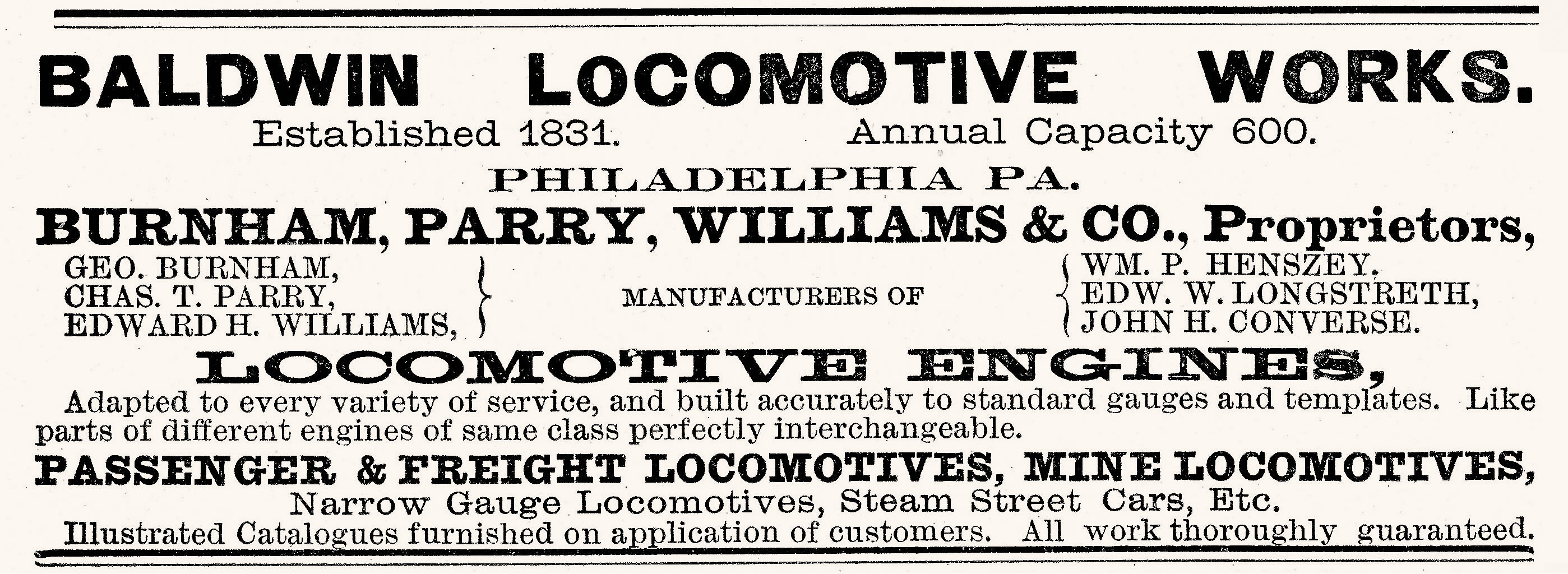
Baldwin Locomotive Works. Anuncio de 1882

### Edad dorada

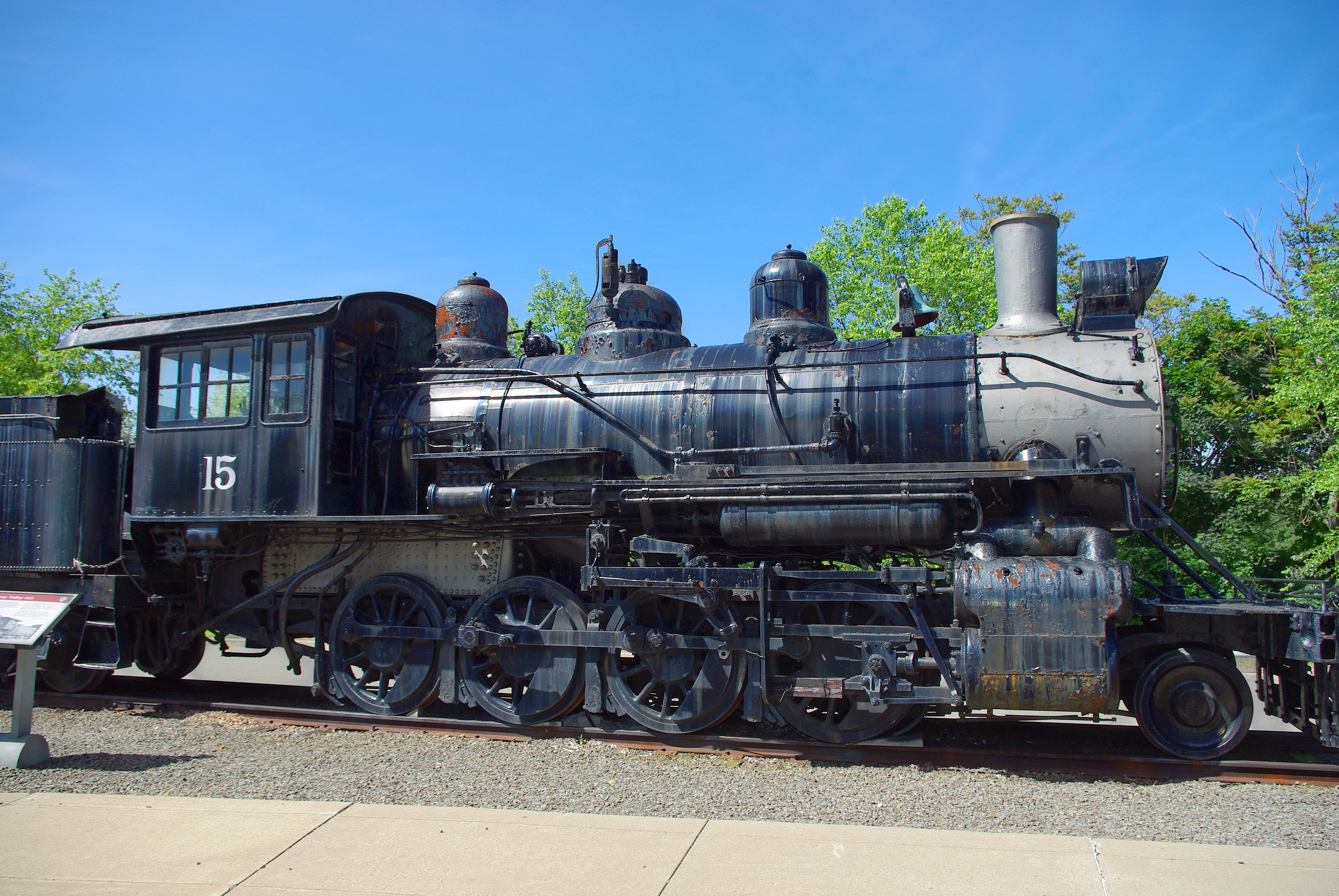
Esta locomotora Baldwin 2-8-0 de tipo Consolidation fue construida para el Ferrocarril Oneida & Oeste en 1916, operando desde 1937 hasta 1953 en la línea corta de Nueva Jersey del Ferrocarril de Rahway Valley. Conservado en el Sitio Histórico Nacional de Steamtown

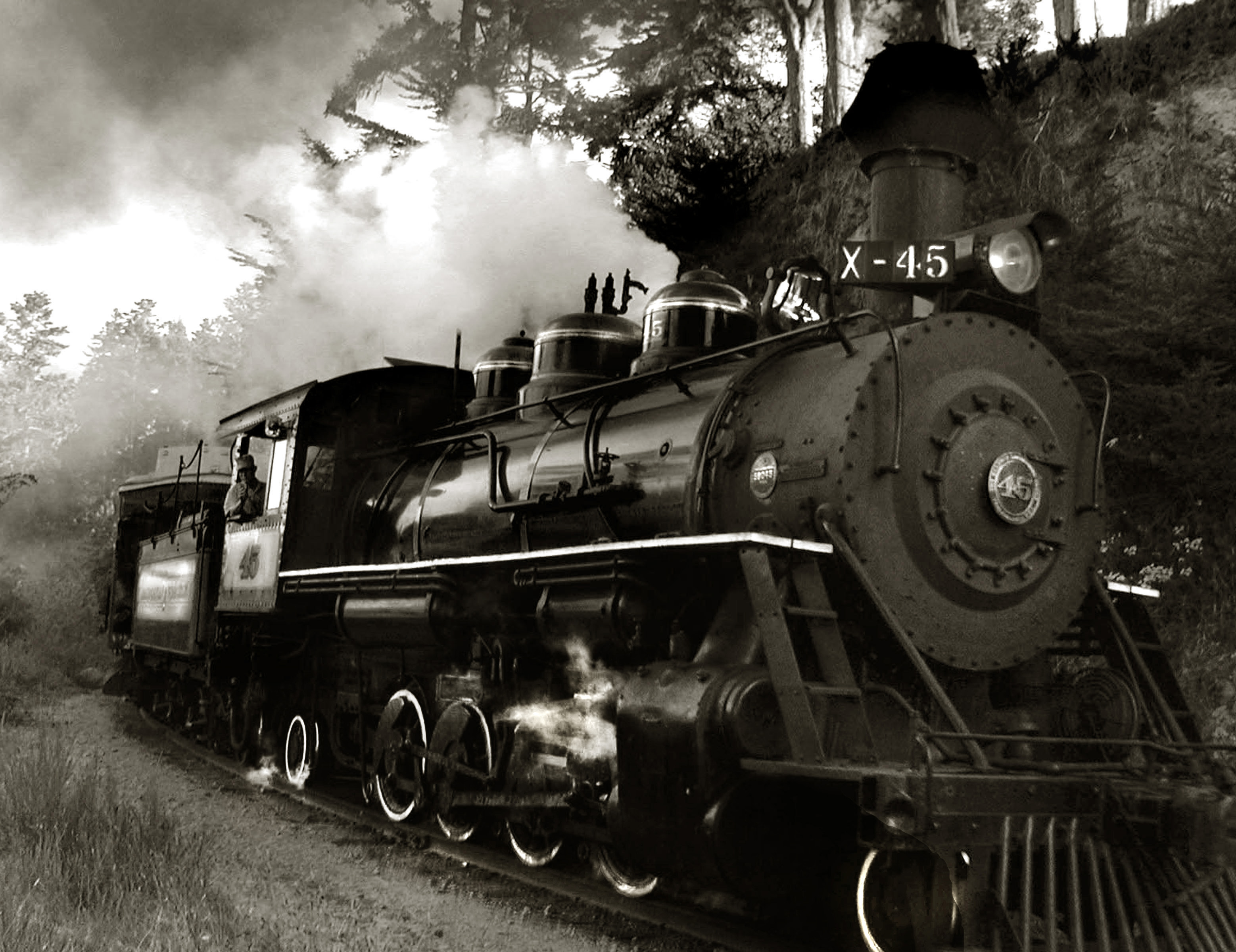
Locomotora #45 del Ferrocarril California Western, (n.º de serie #58045 de 1924), una "Mikado" 2-8-2 en uso en el Tren Skunk

La industria ferroviaria estadounidense se expandió significativamente entre 1898 y 1907, con la demanda doméstica de locomotoras alcanzando su punto más alto en 1905. El negocio de Baldwin creció durante este período mientras modernizaba sus instalaciones de Broad Street. A pesar de este auge, Baldwin debió superar varios desafíos, incluidas las limitaciones de espacio en las instalaciones de Filadelfia, la inflación, el aumento de los costos de la mano de obra, las tensiones laborales, el aumento sustancial del tamaño de las locomotoras que se fabricaban y la formación de la American Locomotive Company, un competidor muy agresivo que finalmente sería simplemente conocido como Alco.
De 1904 a 1943, Baldwin y Westinghouse comercializaron su línea conjunta de Locomotoras Eléctricas Baldwin-Westinghouse y su sistema de electrificación ferroviaria en corriente alterna, especialmente para el Ferrocarril de Nueva York, New Haven y Hartford.
En 1906, la Ley Hepburn confirió al gobierno una mayor autoridad sobre las compañías ferroviarias y revitalizó la Comisión de Comercio Interestatal (CCI), que intensificó sus actividades y recibió el potestad de establecer tarifas máximas de ferrocarril y reemplazar las tarifas existentes por tarifas máximas "justas y razonables".
La limitación de las tarifas depreció el valor de las acciones de las compañías ferroviarias, y significó que dejaron de encargar nuevos equipos, incluidas las locomotoras. Esta circunstancia pudo haber sido uno de los factores que precipitó el Pánico financiero de 1907, lo que a su vez interrumpió la financiación y la inversión en nuevas plantas. Ambos hechos tuvieron un efecto negativo directo en la industria ferroviaria, especialmente sobre los constructores de locomotoras.
La producción de locomotoras de Baldwin se redujo de 2666 unidades en 1906 a 614 en 1908. La compañía redujo su fuerza laboral de 18.499 trabajadores en 1907 a 4600 al año siguiente. El negocio de Baldwin se vio en peligro cuando murió William P. Henszey, uno de los socios de Baldwin. Su muerte dejó a Baldwin con un pasivo de 6 millones de dólares. En respuesta, Baldwin lanzó bonos por un valor de 10 millones de dólares. Samuel Vauclain quería usar estos fondos para aumentar la capacidad productiva de Baldwin, de forma que la empresa estuviera preparada para el siguiente ciclo de bonanza. Aunque algunos miembros del consejo de Baldwin se opusieron a esta expansión, la visión de Vauclain se impuso, y la compañía continuó expandiendo su planta de Eddystone hasta completarla en 1928. Ese año, la compañía trasladó toda la producción de locomotoras a esta ubicación, aunque las nuevas instalaciones nunca superarían más de un tercio de su capacidad de producción total.

### Primera Guerra Mundial
La compañía realizó una contribución importante al esfuerzo de guerra Aliado durante la Primera Guerra Mundial. Construyó 5551 locomotoras para los aliados, incluidos diseños especiales de ferrocarriles de trinchera para los ejércitos ruso, francés, británico y estadounidense. También de dedicó a fabricar plataformas para montar cañones ferroviarios y produjo 6 565 355 proyectiles de artillería para Rusia, Inglaterra y los Estados Unidos. De 1915 a 1918, Remington Arms subcontrató la producción de casi 2 millones de fusiles Pattern 1914 y M1917 Enfield a Baldwin Locomotive Works. La empresa tuvo que ampliar las instalaciones de Eddystone inauguradas en 1905, levantando el Arsenal de Eddystone en el que se fabricaron la mayoría de estos rifles y proyectiles de artillería. Cuando terminó la guerra, se reconvirtió para integrarse en el proceso de fabricación de locomotoras.
Después del final de la Primera Guerra Mundial, Baldwin continuó suministrando pedidos de exportación, mientras las potencias europeas se esforzaban por reemplazar un gran número de locomotoras dañadas por el esfuerzo bélico, y las fábricas de locomotoras europeas todavía se estaban reestructurando desde la producción de armamentos a la producción ferroviaria. En 1919 y 1920, Baldwin suministró 50 locomotoras 4-6-0 al Ferrocarril Militar de Palestina, que se convirtieron en la PR Clase H.

### Declive

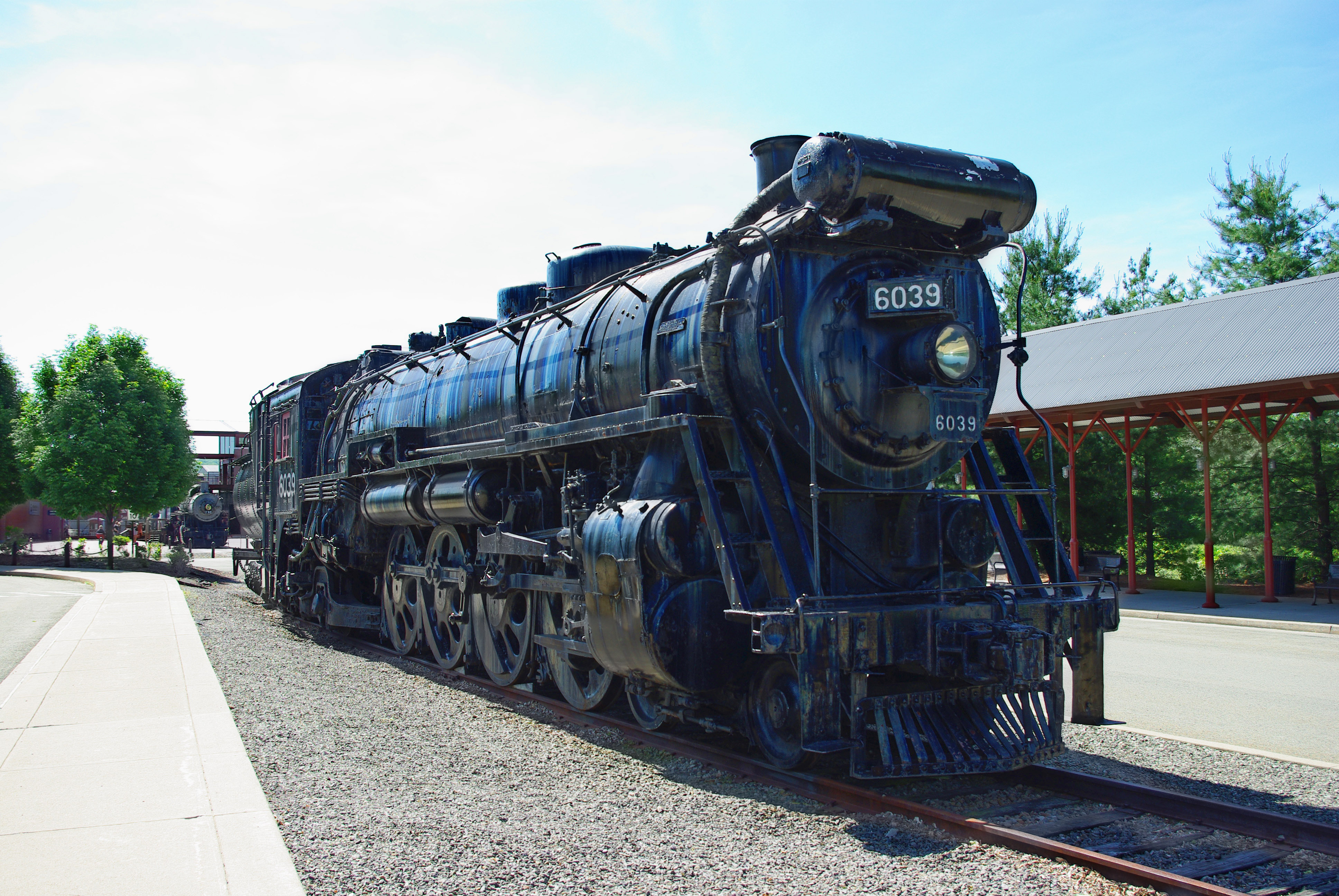
El Ferrocarril Grand Trunk del Oeste compró esta locomotora Baldwin 4-8-2 Mountain (# 6039) en 1925. Esta locomotora quemaba carbón y tenía ténderes Vanderbilt y una cabina cerrada. Se conserva en el Sitio Histórico Nacional de Steamtown

Después de los años de auge de la Primera Guerra Mundial y sus secuelas, el negocio de Baldwin declinaría a medida que la Gran Depresión se extendió por los Estados Unidos, coincidiendo con que las locomotoras diésel-eléctricas se estaban convirtiendo en el mercado de mayor crecimiento de los ferrocarriles estadounidenses a fines de la década de 1930. Durante la década de 1920, los principales fabricantes de locomotoras todavía tenían fuertes incentivos para mantener el dominio de las máquinas de vapor. El consorcio Baldwin-Westinghouse, que había producido locomotoras eléctricas desde 1904, fue de hecho el primer constructor de locomotoras estadounidense en desarrollar una locomotora diésel de línea en 1925. Su diseño bimotor no tuvo éxito, y la unidad fue desechada después de un corto período de prueba. Westinghouse y Baldwin colaboraron nuevamente en 1929 para construir locomotoras de maniobras y de línea (estas últimas, a través de la Canadian Locomotive Company, subsidiaria de Baldwin). Las locomotoras de línea, las canadienses N.º 9000 y N.º 9001, resultaron caras y poco fiables, por lo que pronto fueron retiradas del servicio. Westinghouse canceló sus esfuerzos en el campo de las locomotoras diésel con el inicio de la Gran Depresión, optando por suministrar equipos eléctricos en su lugar. Los primeros intentos fallidos de Baldwin-Westinghouse en el desarrollo de una locomotora de línea diésel-eléctrica llevaron a Baldwin en la década de 1930 a descartar la posibilidad de que el diésel pudiera reemplazar al vapor. En 1930, Samuel Vauclain, Presidente de la Junta, declaró en un discurso que el avance en la tecnología del vapor garantizaría el dominio de la máquina de vapor hasta al menos 1980. El Vicepresidente y Director de Ventas de Baldwin declaró en diciembre de 1937 que "En algún momento en el futuro, cuando se revise todo esto, se encontrará que nuestros ferrocarriles no están más diéselizados que electrificados". La compañía Baldwin tenía profundas raíces en la industria de las locomotoras de vapor, y pudo haber sido influida por la fuerte inversión realizada en su planta de Eddystone, que había dejado a la empresa financieramente exhausta y operando a una fracción de su capacidad a medida que el mercado de locomotoras a vapor disminuyó en la década de 1930.
Por el contrario, ALCO, mientras seguía comprometida con la producción de máquinas de vapor, en las décadas de 1920 y 1930 prosiguió con sus desarrollos centrados tanto en los motores principales de vapor como en los motores diésel, lo que los situaría en condiciones de competir en el futuro mercado de locomotoras diésel.
En 1928 Baldwin inició un intento de diversificar su línea de productos para incluir pequeñas locomotoras eléctricas de combustión interna, pero la Gran Depresión frustró estos esfuerzos, y finalmente debió declararse en quiebra en 1935. Por invitación de los propietarios de Geo D. Whitcomb Company, un pequeño fabricante de locomotoras industriales de gasolina y diésel de Rochelle (Illinois), Baldwin acordó participar en un programa de recapitalización, comprando aproximadamente la mitad de las acciones emitidas. Para marzo de 1931, la pequeña empresa estaba en problemas financieros y Baldwin declaró la quiebra voluntaria de Whitcomb, obteniendo el control completo y creando una nueva subsidiaria, la Whitcomb Locomotive Company. Esta acción llevaría a pérdidas financieras, a una áspera batalla judicial entre Baldwin y William Whitcomb (el antiguo dueño de la compañía), y a la bancarrota de ambas partes.
Baldwin perdió su posición dominante en las locomotoras eléctricas cuando el Ferrocarril de Pensilvania seleccionó la locomotora PRR GG1 de General Electric en lugar del diseño de Baldwin en 1934.
Cuando Baldwin salió de la bancarrota en 1938, experimentó un cambio drástico en la administración. Los nuevos gestores revivieron sus esfuerzos para desarrollar máquinas diésel, pero la compañía se había quedado muy atrás en este campo. En 1939 lanzó al mercado su primera gama estándar de locomotoras diésel, todas diseñadas para trabajar en estaciones de clasificación de mercancías. En este momento, GM-EMC ya estaba aumentando la producción de locomotoras diésel de pasajeros, y había desarrollado su primera locomotora diésel para el transporte de mercancías de largo recorrido.
Cuando la década de 1930 llegó a su fin, los clientes de Baldwin de las zonas donde el carbón era un material abundante y barato, como el Ferrocarril de Pensilvania, el Chesapeake y Ohio y el Norfolk y Oeste, eran más reacios que otros operadores a adoptar la tecnología diésel, lo que de momento permitía mantener la demanda de uno de sus principales mercados de transporte. Las tres compañías continuaron adquiriendo locomotoras de vapor para pasajeros en los primeros años de la posguerra, a pesar de que la dieselización estaba ganando impulso en otras partes de la industria ferroviaria.
A fines de la década de 1930, Baldwin y el Ferrocarril de Pensilvania apostaron fuerte sobre el futuro del vapor en el servicio ferroviario de pasajeros, lanzando la locomotora de tracción doble S1. Resultó ser una máquina difícil de operar, costosa de mantener e inadecuada para el servicio previsto. Baldwin desarrolló una revisión del mismo diseño básico con la T1, introducida en 1943. Si bien las T1 se usaron para los trenes expresos de larga distancia del Pensilvania, todavía tenían muchos de los inconvenientes de las S1 y problemas mecánicos adicionales relacionados con el diseño de sus válvulas. Toda la operación de las S1 y T1 se tradujo en pérdidas para el Pensilvania, convirtiéndose en una inversión inútil y en un esfuerzo de desarrollo sin salida para Baldwin en un momento crítico para ambas compañías. A principios de la década de 1940, Baldwin se embarcó en el desarrollo de la propulsión con turbinas de vapor, produciendo la locomotora de turbina de tracción directa PRR Clase S2 en 1944. El programa de la turbina de vapor de Baldwin no logró producir un solo diseño de éxito. El camino de desarrollo centrado en el vapor había dejado a la compañía en precario, incapaz de competir en el mercado de locomotoras diésel de posguerra dominado por EMD y ALCO-GE.

### Segunda Guerra Mundial

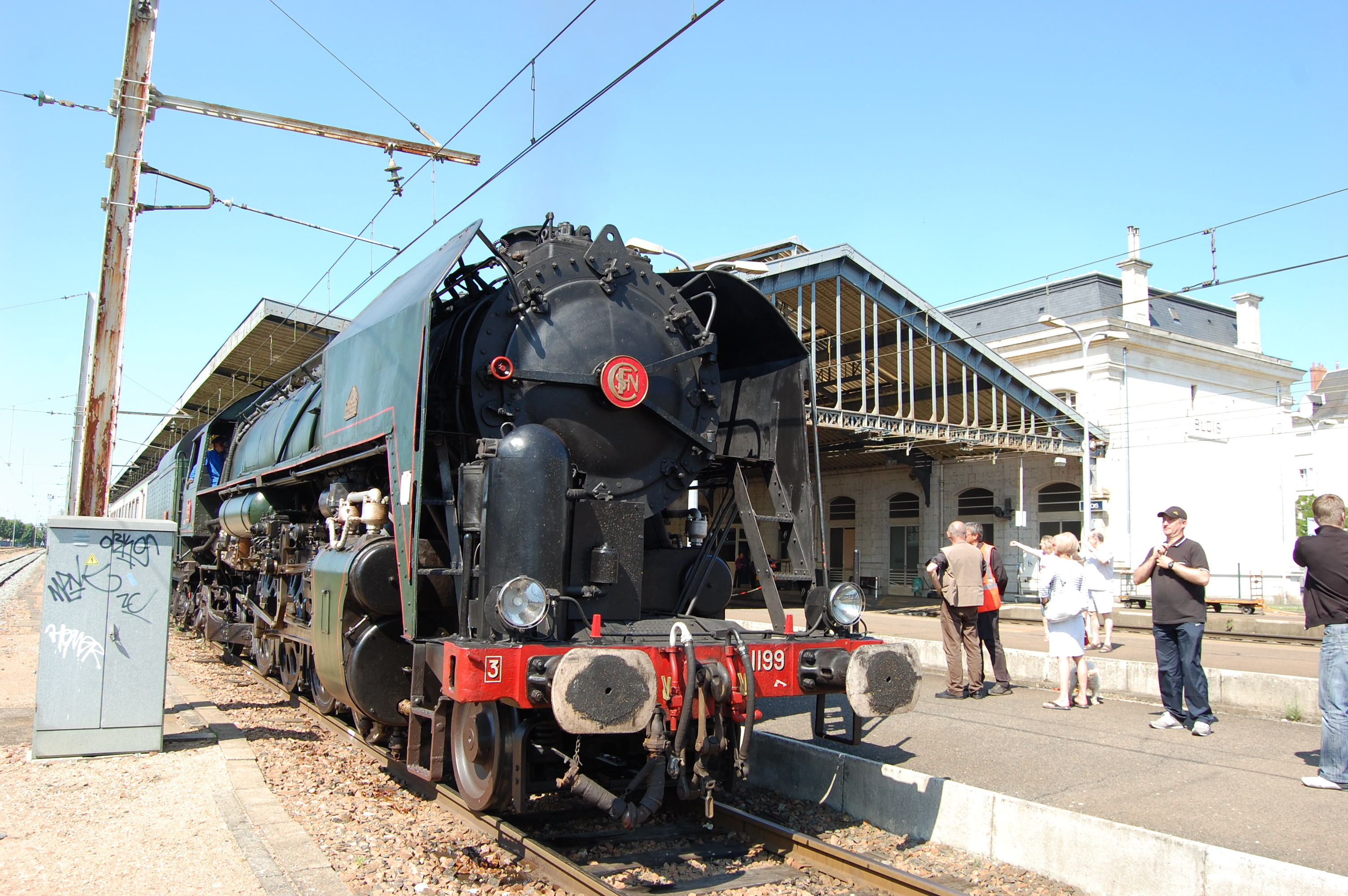
Locomotora SNCF Clase 141R n.º 1199, construida por Baldwin en 1947, preservada en Nantes, Francia

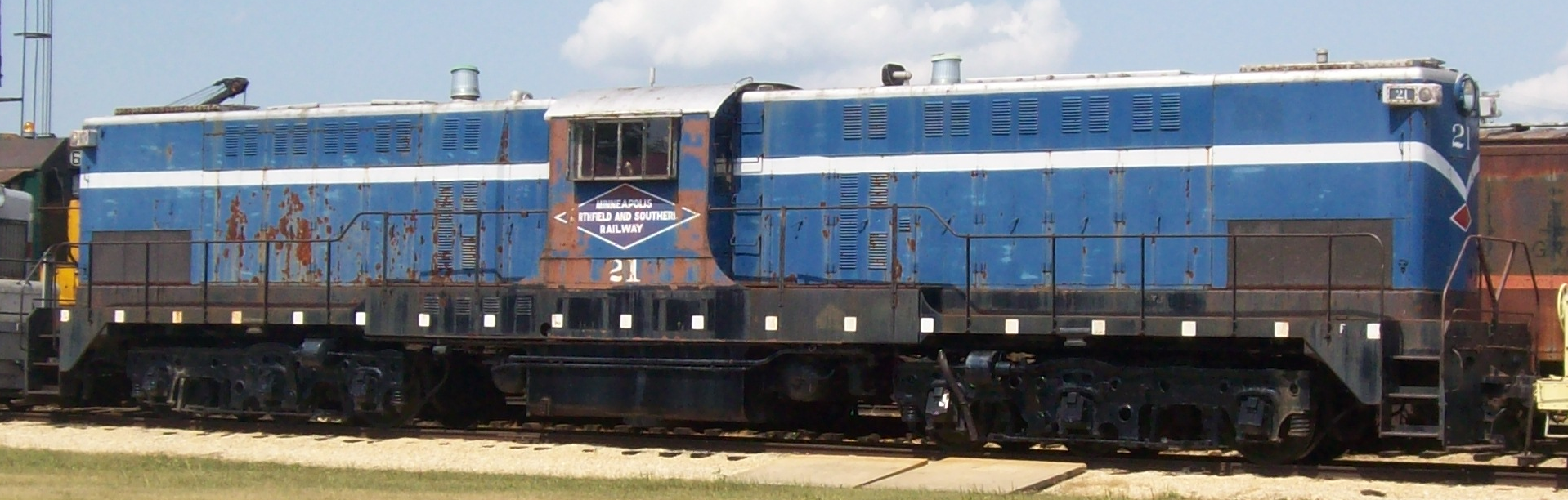
Ejemplo superviviente de una máquina de maniobras Baldwin DT-6-6-2000, una locomotora diésel-eléctrica de posguerra producida entre 1946 y 1950

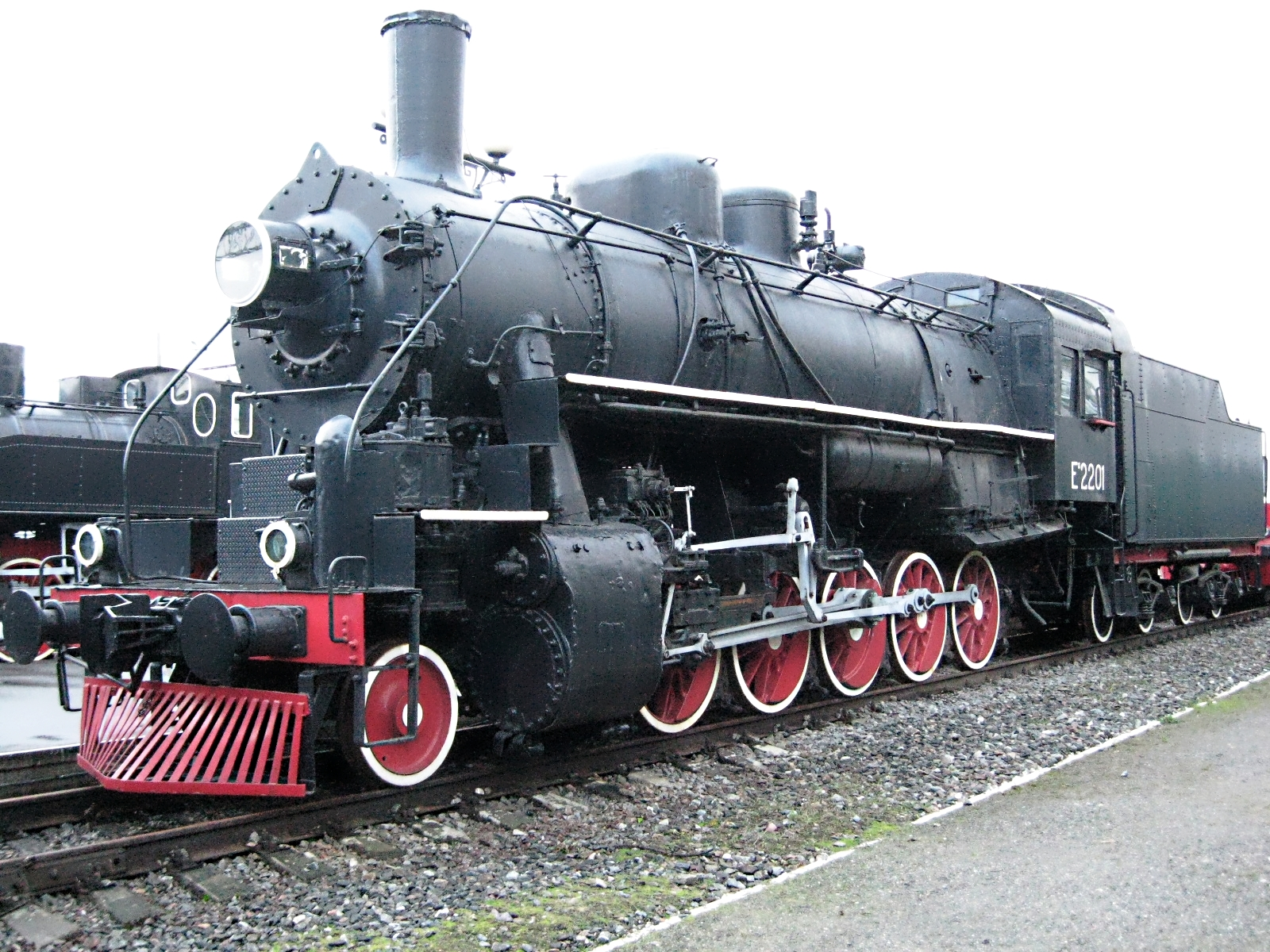
Locomotora soviética Еа-2201, construida por Baldwin en 1944)

La entrada de los Estados Unidos en la Segunda Guerra Mundial impidió el programa de desarrollo de locomotoras diésel de Baldwin cuando la Junta de Producción de Guerra dictaminó que ALCO y Baldwin producirían solamente máquinas de vapor y locomotoras de maniobras diésel-eléctricas. A la Electro-Motive Division de General Motors se le asignó la tarea de producir locomotoras diésel de mercancías (es decir, la serie FT). Esto supuso una clara ventaja de GM sobre sus competidores en esta línea de productos en los años que siguieron a la Segunda Guerra Mundial, debido a la experiencia acumulada en la producción e investigación y desarrollo de locomotoras diésel, aunque es cuestionable asignarla únicamente a las directrices la Junta de Guerra. Alfred Pritchard Sloan, presidente de GM durante mucho tiempo, presentó en sus memorias una explicación que contradice este supuesto, afirmando que los esfuerzos de I+D en locomotoras diésel de GM realizados en las décadas de 1920 y 1930, su aplicación de la estandarización al diseño de sus modelos (con menores costos unitarios), y las lecciones de marketing aprendidas en la industria automotriz, fueron las razones principales de la ventaja competitiva de EMD a finales de la década de 1940 y en los años posteriores (lo que implica claramente que las tareas de producción en tiempos de guerra eran simplemente los clavos de un ataúd que Baldwin y Lima ya habían construido antes de la guerra). En su relato, indica que era necesario adaptar los motores diésel existentes (más adecuados para su uso marino y estacionario) para su uso en las locomotoras (lo que requería lograr una entrega de potencia más flexible; mayor relación potencia/peso; más fiabilidad; y menos vibraciones y mantenimiento). Esto supuso abordar un proyecto con masivas inyecciones de capital, que casi nadie entre los propietarios de ferrocarriles o constructores de locomotoras estaban dispuestos (estos últimos) o no podían (los primeros) invertir en las décadas de 1920 y 1930, excepto GM Research Corporation, liderada por Charles Kettering, y las subsidiarias de GM Winton Engine Corporation y Electro-Motive Corporation.
Baldwin fabricó máquinas de vapor para los ferrocarriles nacionales de Estados Unidos, el Ejército de Estados Unidos, y para los Ferrocarriles Británicos. También construyó alrededor de mil máquinas del tipo E o Ye para la Unión Soviética, como parte del acuerdo de préstamo de arrendamiento (de un pedido de 2000 máquinas en total, completado por otros constructores).
La compañía se beneficiaría temporalmente con la crisis del petróleo de 1942-43, que aumentó la demanda de sus locomotoras de vapor alimentadas con carbón, mientras que la adquisición de las locomotoras diésel de EMD se encontraba en su momento más bajo.
En 1943, lanzó un programa tardío de máquinas diésel de línea, produciendo la locomotora "Centipede", un prototipo que sería rediseñado para introducir su primer producto importante en el mercado de posguerra.
Durante la Segunda Guerra Mundial, las contribuciones de Baldwin al esfuerzo bélico incluyeron no solo locomotoras y máquinas de maniobras, sino que también produjo carros de combate. Se convirtió en uno de los fabricantes de los distintos tipos del tanque M3 (M3 Lee, M3A2, M3A3, M3A5) y más tarde del M4 Sherman (M4, M4A2). Una subsidiaria de Baldwin, la Compañía de Locomotoras Whitcomb, produjo cientos de máquinas diésel-eléctricas de 65 toneladas para el Ejército, y recibió el premio "E" Ejército-Marina por su producción. Baldwin ocupó el puesto 40 entre las corporaciones de los Estados Unidos en cuanto al valor de los contratos de producción en tiempos de guerra.

### Cierre

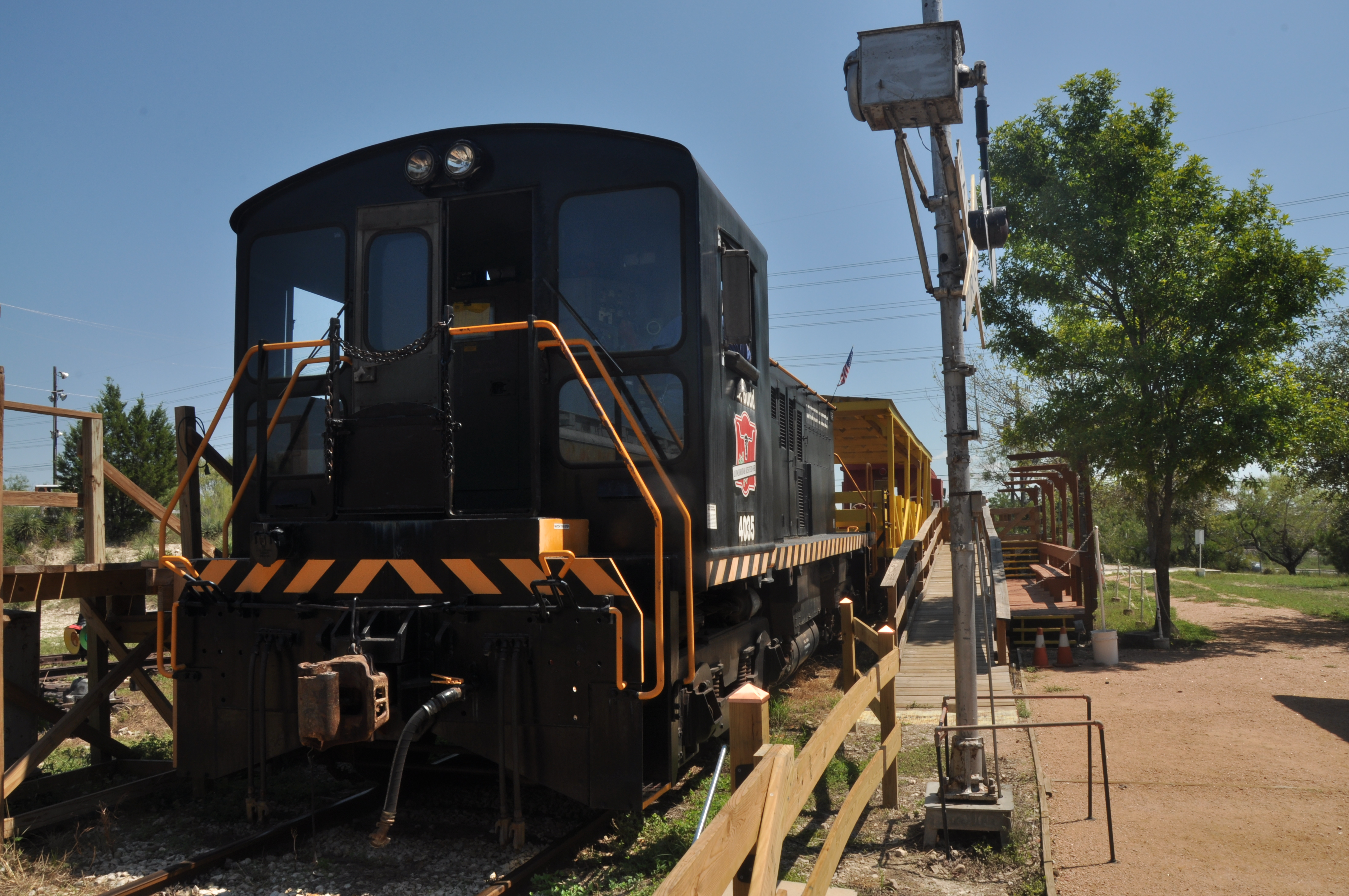
Máquina de maniobras diésel-eléctrica Baldwin 0-4-4-0 de 1954, en el Museo del Transporte de Texas

Entre 1940 y 1948, las ventas domésticas de locomotoras de vapor disminuyeron del 30 % del mercado al 2 %, y hacia 1949, prácticamente ya no había demanda de locomotoras de vapor. Los intentos de Baldwin de adaptarse al cambiante mercado de las locomotoras de línea no tuvieron éxito. La fiabilidad de sus productos era insatisfactoria, personificada por fallos notorios como sus locomotoras diésel "Centipede" y sus locomotoras eléctricas de turbina de vapor, inadecuadas para el servicio previsto, y que se convirtieron en inversiones ruinosas. En julio de 1948, Westinghouse Electric, que se había asociado con Baldwin para construir locomotoras diésel y eléctricas, y quería mantener a flote a su principal cliente en la industria ferroviaria, compró 500 000 acciones (el 21 % del capital de Baldwin), lo que convirtió a Westinghouse en el mayor accionista de Baldwin, que usó este dinero para cubrir varias deudas. El vicepresidente de Westinghouse, Marvin W. Smith, se convirtió en presidente de Baldwin en mayo de 1949. En un movimiento para diversificarse en el mercado de equipos de construcción, Baldwin se fusionó con Lima-Hamilton el 4 de diciembre de 1950, para convertirse en "Baldwin-Lima-Hamilton". Sin embargo, la tecnología de locomotoras de Lima-Hamilton no se utilizó después de la fusión, y la cuota de mercado continuó disminuyendo. En enero de 1952, Baldwin cerró su fábrica en Rochelle (Illinois) y consolidó la producción de Whitcomb en Eddystone. En 1953, Westinghouse dejó de fabricar equipos de tracción eléctrica, por lo que Baldwin se vio obligado a reconfigurar sus sistemas de accionamiento basados en equipos General Electric. En 1954, tiempo durante el cual estaban prácticamente excluidos del mercado del diésel, Baldwin entregó una locomotora eléctrica de turbina de vapor al Ferrocarril Norfolk y Oeste, que resultó insatisfactoria para cubrir el servicio previsto. Las últimas máquinas producidas por Baldwin fueron tres locomotoras experimentales de pasajeros de doble tracción RP-210 para las líneas ferroviarias del Ferrocarril Central de Nueva York y para el Ferrocarril de Nueva York, New Haven y Hartford en 1956.
En 1956, después de 125 años de producción continua de locomotoras, Baldwin cerró la mayor parte de su planta de Eddystone y dejó de producir locomotoras. En cambio, la compañía se concentró en la producción de equipos de construcción pesados. Se habían construido más de 70 500 locomotoras cuando finalizó la producción. En 1965, Baldwin se convirtió en una subsidiaria de Armour and Company. Greyhound Corporation compró Armor and Company en 1970, y en 1972 Greyhound cerró Baldwin-Lima-Hamilton para siempre.

## Locomotoras

### Locomotoras de vapor

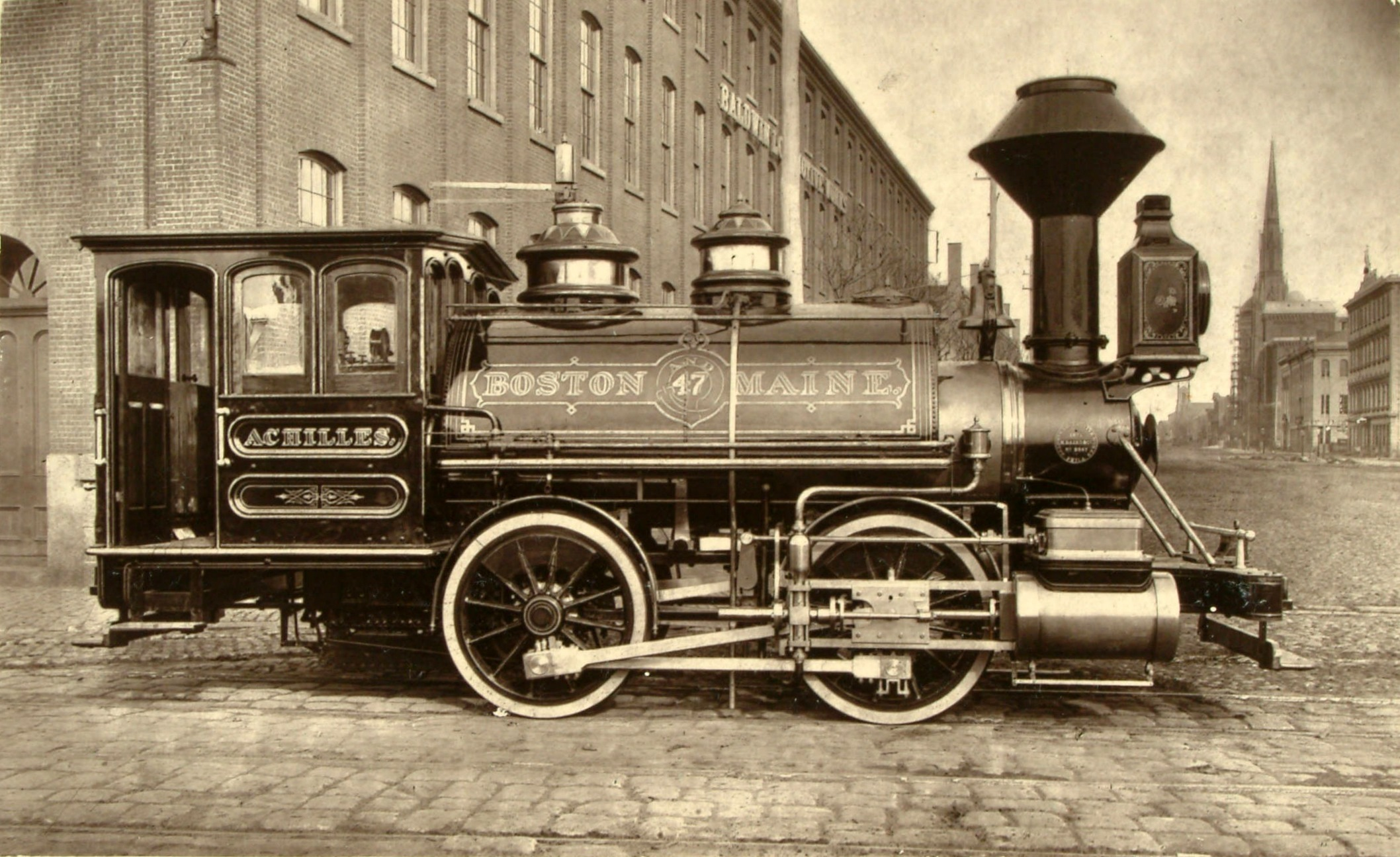
Woodburytipia de la máquina tipo 0-4-0 Achilles, de la Boston & Maine (1871)

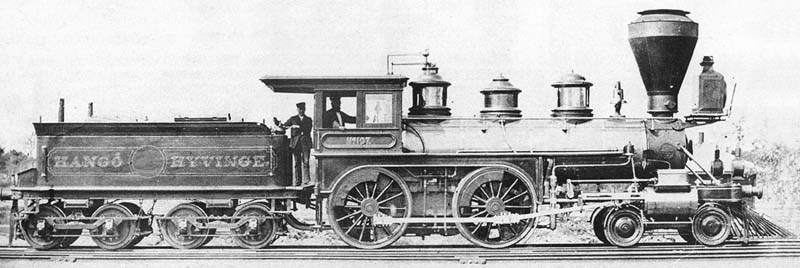
Una locomotora Baldwin de 1872 del tipo 4-4-0 utilizada en el Ferrocarril Hanko-Hyvinkää en Finlandia

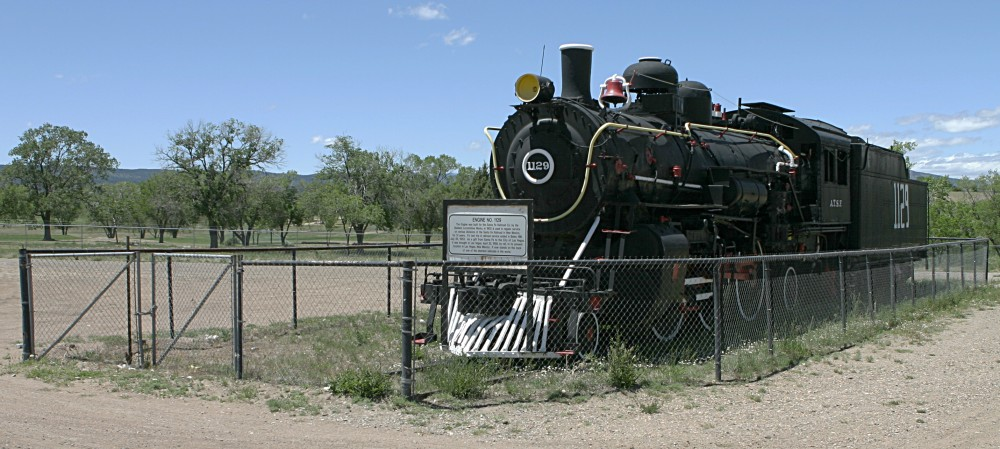
Una locomotora Baldwin de 1902 del tipo 2-6-2, utilizada en la Ferrovía Atchison, Topeka y Santa Fe en Nuevo México, donde ahora se encuentra en exhibición permanente en Las Vegas

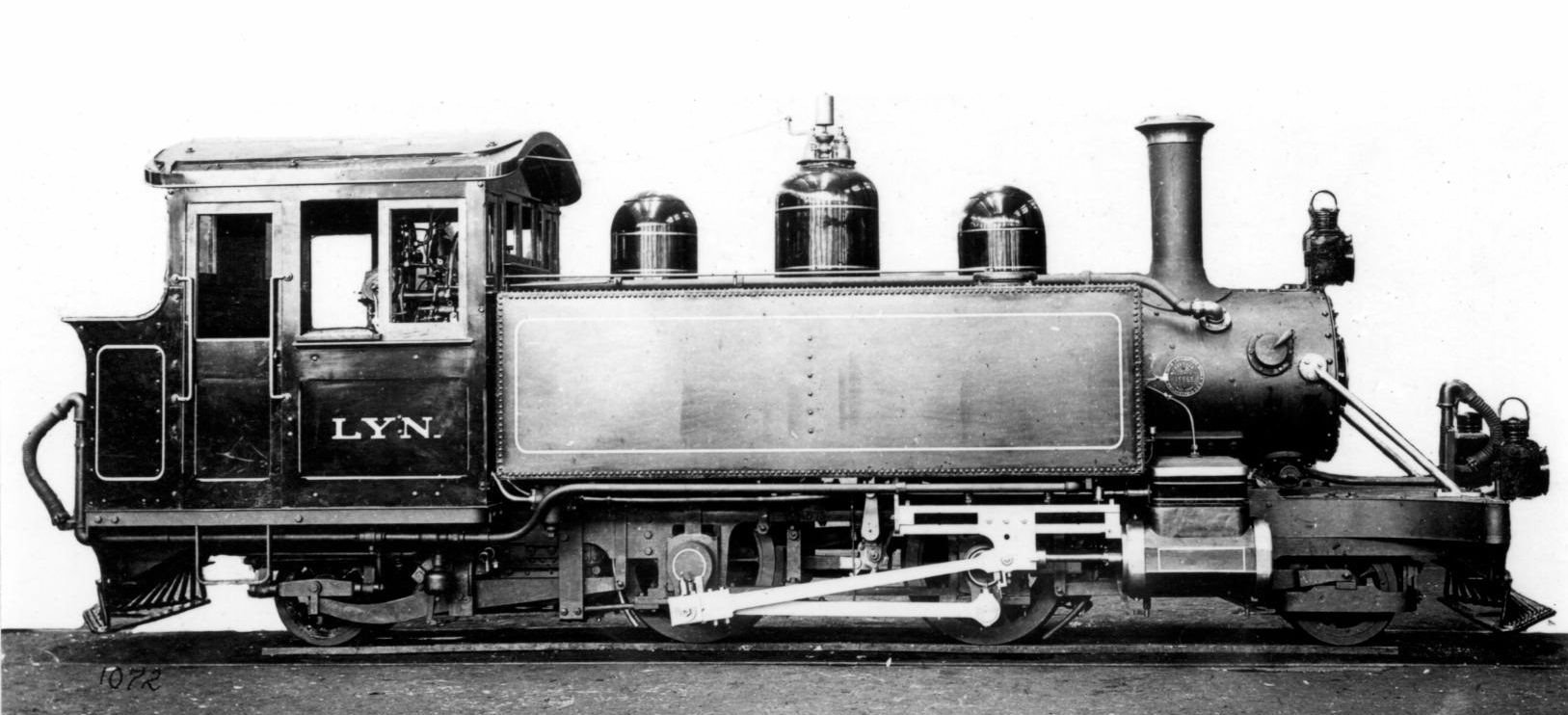
Foto de trabajo de la locomotora Lyn (1898)

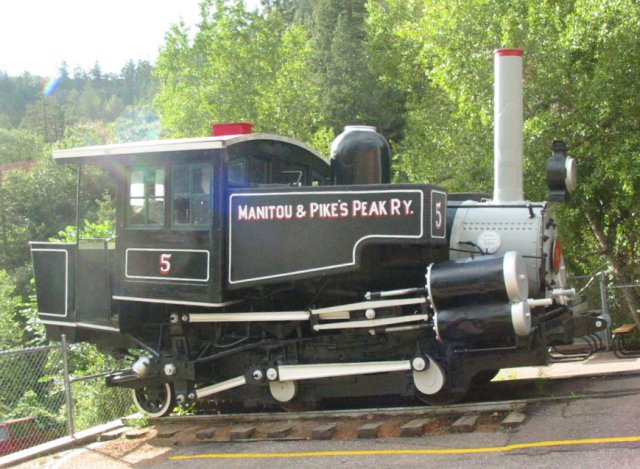
M&PP 5, una 0-4-2T en las cocheras de Manitou Springs

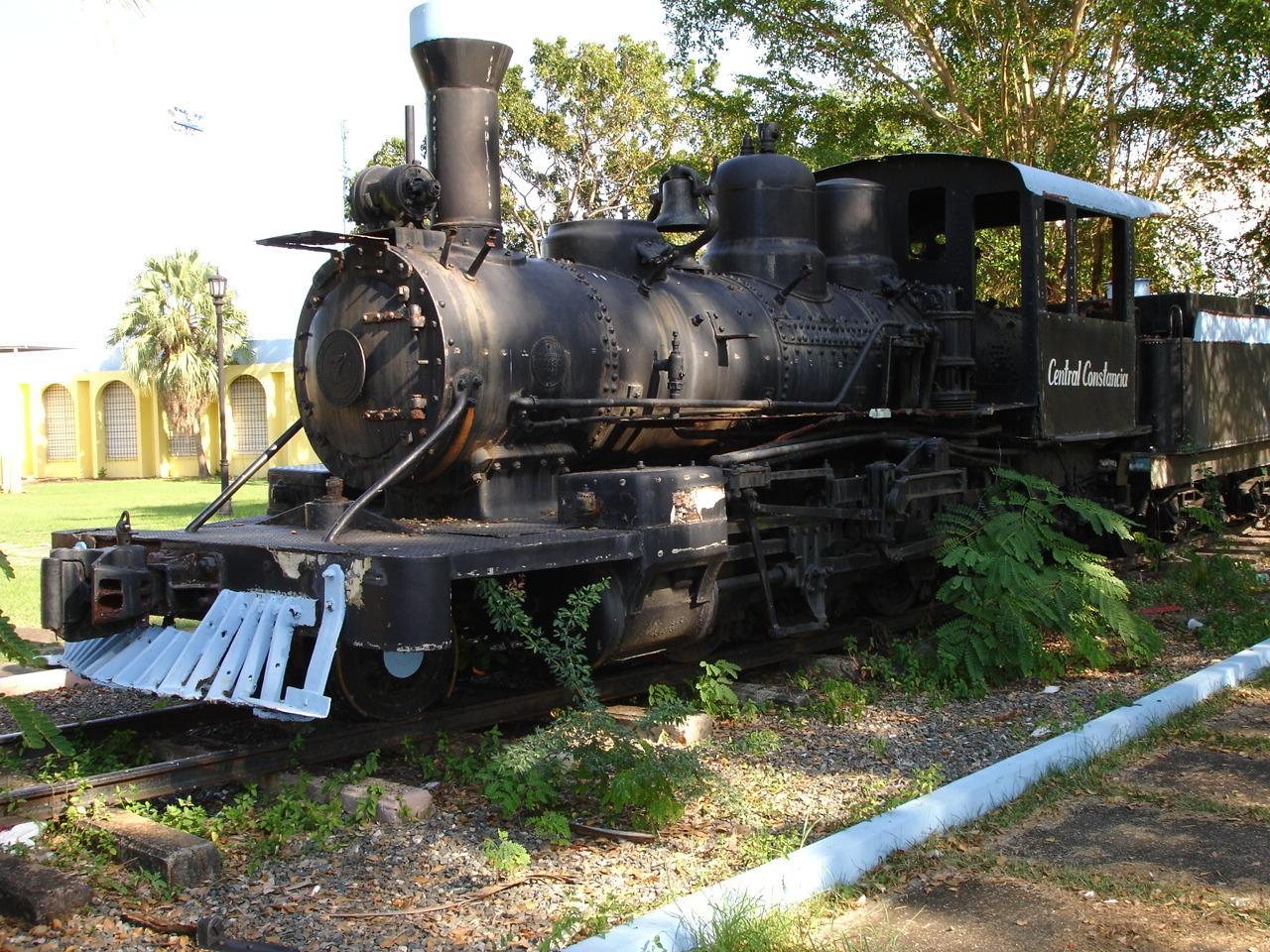
2-8-0 para un ancho de vía de en exhibición estática (Toa Baja, Puerto Rico)

Baldwin construyó muchas locomotoras tipo "americanas" 4-4-0 (la locomotora que construyó América). Entre los ejemplares conservados se encuentran la Condesa de Dufferin (1872); y la 18Q y la No.22 "Inyo" del Ferrocarril de Virginia y Truckee. Pero la compañía quizás llegó a ser más conocida por sus máquinas 2-8-2 "Mikado" y 2-8-0 "Consolidation". También era conocida por sus exclusivas máquinas articuladas 4-8-8-2 de cabina adelantada, construidas para el Ferrocarril del Pacífico Sur y las masivas 2-10-2 utilizadas en la Ferrovía Atchison, Topeka y Santa Fe.
Entre las máquinas de vapor más potentes de la historia, se encuentran las Baldwin 2-8-8-4 "Yellowstone" fabricadas para el Ferrocarril de Duluth, Missabe e Iron Range. La "Yellowstone" podría dejar alcanzar 140 000 lbf (622,8 kN) de esfuerzo tractor. Transportaban rutinariamente trenes de 180 vagones que pesaban más de 18 000 toneladas cortas (16 071 LT; 16 329 t). Eran unas máquinas tan formidables, que el FDM&I se negó a deshacerse de ellas; y siguieron arrastrando trenes de mineral hasta la era del diésel. La última se retiró del servicio en 1963. Tres han sido preservadas.
Uno de los últimos diseños de locomotoras nuevos y mejorados de Baldwin fueron las locomotoras 4-8-4 "Northern". Las últimas locomotoras de vapor fabricadas por Baldwin para el mercado estadounidense fueron las 2-6-6-2, construidas para el Ferrocarril de Chesapeake y Ohio en 1949. La Baldwin 60000, una locomotora de vapor de demostración construida por la compañía en 1926, se exhibe en el Instituto Franklin en Filadelfia. La locomotora de vapor 2-6-2 construida por Baldwin en 1919, ha sido restaurada y se encuentra en condiciones de funcionar en Fort Edmonton Park.
Locomotoras de vapor Baldwin preservadas
Hay muchas locomotoras de vapor construidas por Baldwin que operan actualmente en los Estados Unidos, Canadá y varios otros países del mundo. De todas las locomotoras de vapor construidas por Baldwin que están operativas o han operado en los últimos años, entre las locomotoras más reconocidas se encuentran la Reading 2101, la Southern Railway 4501, la Frisco 1522, la Nickel Plate 587, la Southern Pacific 2467, la Southern Pacific 2472, la Spokane, Portland y Seattle 700, la locomotora de vapor tipo 4-8-4 Northern más antigua, la Santa Fe 3751, y la última locomotora de vapor construida por Baldwin para el mercado estadounidense, la Chesapeake and Ohio 1309.
En Australia, sobreviven cinco de las veinte Baldwin de la Clase NSW 59 2-8-2 que entraron en servicio en 1952-3. El Ferrocarril de Nueva Gales del Sur poseía varias clases de locomotoras Baldwin del siglo XIX, incluida la clase L.304 (más tarde NSW Clase Z21) 2-6-0s; la O.446 (posterior Z23) tipo 4-6-0s; y la J.483 (posterior Clase Z29) del tipo 2-8-0s, de las que ninguna se conserva.

### Vía estrecha y otros anchos
Baldwin Locomotive Works también construyó locomotoras de vapor para ferrocarriles de vía estrecha, además de numerosas calderas para calentar edificios y alimentar la maquinaria de distintas industrias. Una de sus series más notables de locomotoras de vía estrecha fue la Clase K-36, locomotoras "Mikado" para el Ferrocarril del Oeste de Denver y Río Grande. Construidas en 1925, la flota de diez locomotoras solo ha tenido una baja (la unidad 485 se perdió en 1955, como resultado de caer en el pozo de una plataforma giratoria). Las nueve máquinas restantes están funcionando hoy en el Ferrocarril de Vía Estrecha de Durango y Silverton, o en el Ferrocarril Panorámico de Cumbres y Toltec.
Los Ferrocarriles de Nueva Zelanda (FNZ) se convirtieron en un cliente importante desde 1879, cuando se importaron seis máquinas 2-8-0 asignadas a la serie T, basadas en las locomotoras del Ferrocarril de Denver y Río Grande debido a su ancho de vía similar. El siguiente pedido consistió en una doble solicitud urgente de seis máquinas 2-6-2 (clasificadas N) y otras seis 2-8-0 (clasificadas O), recibido poco después de que un pedido británico de locomotoras similares no cumplió con las limitaciones de plazo de entrega y peso especificadas en el contrato. Baldwins aprovechó la oportunidad para impresionar al FNZ con una entrega en seis meses de las 12 locomotoras. Posteriormente, el ferrocarril neozelandés ordenó que los productos Baldwin complementaran las locomotoras de fabricación local, incluidas las versiones "tanque" de las máquinas 2-6-2 Wb y 2-6-4 Wd. Otras cuatro locomotoras de la clase N para trenes de carga se compraron en 1901. La popular clase 4-6-0 de 22 locomotoras Ub (de las que Baldwin suministró todas menos dos), constaba de 10 máquinas equipadas con válvulas planas (fabricadas en 1898) y otras 10 con válvulas de pistón (fabricadas en 1901). Demostraron su gran fiabilidad trabajando ininterrumpidamente durante más de medio siglo: la última se retiró en 1958.
Un requisito para producir una versión de estas máquinas con un fogón más grande, terminó creando una locomotora completamente nueva, con el nacimiento de la disposición de ruedas 4-6-2, las conocidas locomotoras del tipo "Pacífico". Se clasificaron como Q en el servicio del FNZ, y se mantuvieron en uso hasta 1957. Al ser un nuevo tipo de locomotora, la clase Q tenía sus defectos, pero finalmente funcionó muy bien (solo se conservó una máquina, originalmente vendida al ferrocarril de Terranova en septiembre de 1920. La unidad #593, conocida cariñosamente como "Newfie Bullet", se está restaurando en Corner Brook, Newfoundland, Canadá). En 1914, una versión mejorada más grande y el último producto Baldwin que adquirió FNZ, se clasificó como Aa. Duraron hasta 1959. Como todas las locomotoras estadounidenses producidas en ese momento, las Baldwin estaban diseñadas para tener una vida útil relativamente corta, pero el FNZ se mostraba satisfecho pudiendo recambiar las calderas de casi toda su flota para darles una vida más larga de trabajo duro.
Un ferrocarril privado que operaba por entonces en Nueva Zelanda compró exclusivamente productos Baldwin después de enfrentar las mismas dificultades con los constructores británicos que tenía el FNZ. El Ferrocarril de Wellington y Manawatu (1881-1909) operaba pequeñas flotas de 2-8-0 (4), 2-6-2 (6), 2-8-2 (1), 4-6-0 (2) y una gran locomotora-ténder 2-8-4 (1). Cuando el FNZ se hizo cargo del ferrocarril, su flota fue absorbida por las subclases de aquellos que ya operaban en la flota principal.
El ferrocarril neozelandés licitó un concurso para la compra de locomotoras diésel en la década de 1950. Baldwin presentó una solicitud, pero EMD ganó el contrato. Sorprendentemente, solo una máquina Baldwin del FNZ se mantiene en funcionamiento: una locomotora-ténder clase Wd 2-6-4, que opera en el ferrocarril Ferrymead en Christchurch. Los restos de una WMR 2-6-2 N, de una FNZ 4-6-0 Ub y de dos locomotoras-ténder NZR 2-6-2 Wb se encontraban en las primeras etapas de restauración.
Una máquina 4-4-0 de seis toneladas y 60 cm de ancho de vía construida para el Ferrocarril de Tacubaya en 1897, sería la locomotora más pequeña jamás construida por Baldwin para un uso comercial.
A finales de la década de 1890, muchos constructores británicos se estaban recuperando de una huelga de ingenieros durante las horas de trabajo, dejando suspendidos los pedidos pendientes de cumplir. Esto llevó a los ferrocarriles británicos, que tenían una necesidad inmediata de disponer de material de tracción adicional, a recurrir a Baldwin y a otros constructores estadounidenses. Ejemplos de máquinas construidas en este período incluyen tres lotes máquinas 2-6-0 para el Ferrocarril de Midland, el Gran Ferrocarril Central, y el Gran Ferrocarril del Norte, respectivamente, así como la Locomotora Lyn, una 2-4-2T (locomotora-ténder) para el Ferrocarril de Lynton y Barnstaple (de ancho 1 pies 11,5 plg (597 mm)).
Los Ferrocarriles del Gobierno del Cabo de Sudáfrica, también compraron máquinas Baldwin como resultado de las huelgas. Desafortunadamente, muchas de estas locomotoras eran impopulares entre los maquinistas, debido a que sus diseños eran atípicos, y muchas de ellas, incluidas todas los construidas para los tres ferrocarriles británicos de ancho estándar y la Lyn del Lynton y Barnstaple, se desguazaron cuando ya no eran necesarias. Una réplica de la última locomotora se encuentra actualmente en construcción para la rehabilitación del Ferrocarril de Lynton & Barnstaple.
También, a finales de la década de 1890, se construyeron dos máquinas-ténder modelo "Prairie" 2-6-2T para los Ferrocarriles de Victoria, que les asignándoseles una clasificación "NA" y números 1A y 2A. Se utilizaron como prueba en los nuevos ferrocarriles con vías de 2 pies 6 plg (762 mm) de ancho. Los Ferrocarriles de Victoria construyeron quince locomotoras más Clase NA numeradas del 3A al 17A. Desafortunadamente, solo seis han sobrevivido y las dos máquinas Baldwin originales estaban entre las desechadas.
Para transportar tropas en Francia durante la Primera Guerra Mundial, se construyeron 495 locomotoras 4-6-0PT por orden del Departamento de Guerra Británico en 1916/7. Después de la guerra se vendieron las locomotoras excedentes, encontrando nuevos usos en Francia, Gran Bretaña e India.
En el Reino Unido, se usaron algunas máquinas en el Ferrocarril Ligero de Ashover, en el Tranvía de Glyn Valley, en los Ferrocarriles del Distrito de Snailbeach y en el Ferrocarril de las Tierras Altas de Gales.
El Ferrocarril de las Tierras Altas de Gales compró en 1923 la máquina N.º 590. Aparentemente no era popular entre los maquinistas, aunque las fotografías muestran que se usó regularmente hasta que se cerró el ferrocarril. Se retiró del servicio en 1941, cuando los activos del ferrocarril abandonado fueron requisados para el esfuerzo de guerra. Desde entonces, algunos de las máquinas supervivientes en la India han sido importadas al Reino Unido. Una de ellas, adquirida por la Welsh Highland Railway Ltd., ha sido restaurada para representar a la unidad 590 desguazada. Entre otras Baldwin 4-6-0PT importadas de la India, se incluye una máquina propiedad del Trust del Ferrocarril de Greensand, que ha sido restaurada y está en condiciones de funcionar, así como dos máquinas compradas por el Ferrocarril de Statfold Barn en marzo de 2013.
Baldwin también construyó seis locomotoras para el Ferrocarril de Manitou y Pike's Peak, tres de las cuales se entregaron en 1890, con una cuarta unidad entregada en 1897. Estos máquinas presentaban calderas inclinadas y utilizaban un sistema de cremallera para impulsarlos en un trazado con una pendiente media del 16 %. La última máquina Baldwin se retiró del servicio regular en 1955. Durante los años siguientes, las Baldwin se utilizaron como máquinas de respaldo y como quitanieves. Tres de estas máquinas están actualmente en exhibición estática en Colorado. Una de ellas (N.º 1) está ubicada en el Museo del Ferrocarril de Colorado en Golden (Colorado). Las otras dos se exhiben en Manitou Springs: una (N.º 2) está cerca del ayuntamiento, y la otra (N.º 5) se halla en las cocheras del Ferrocarril de Manitou y Pike's Peak. La máquina N.º 4 todavía opera ocasionalmente para algunos eventos especiales. Sin embargo, ya no completa el viaje a la cima del pico Pikes debido al hecho de que muchos de los puntos de suministro de agua en la línea han sido retirados. Las máquinas N.º 3 y N.º 6 se desguazaron, siendo utilizadas para obtener piezas de repuesto.

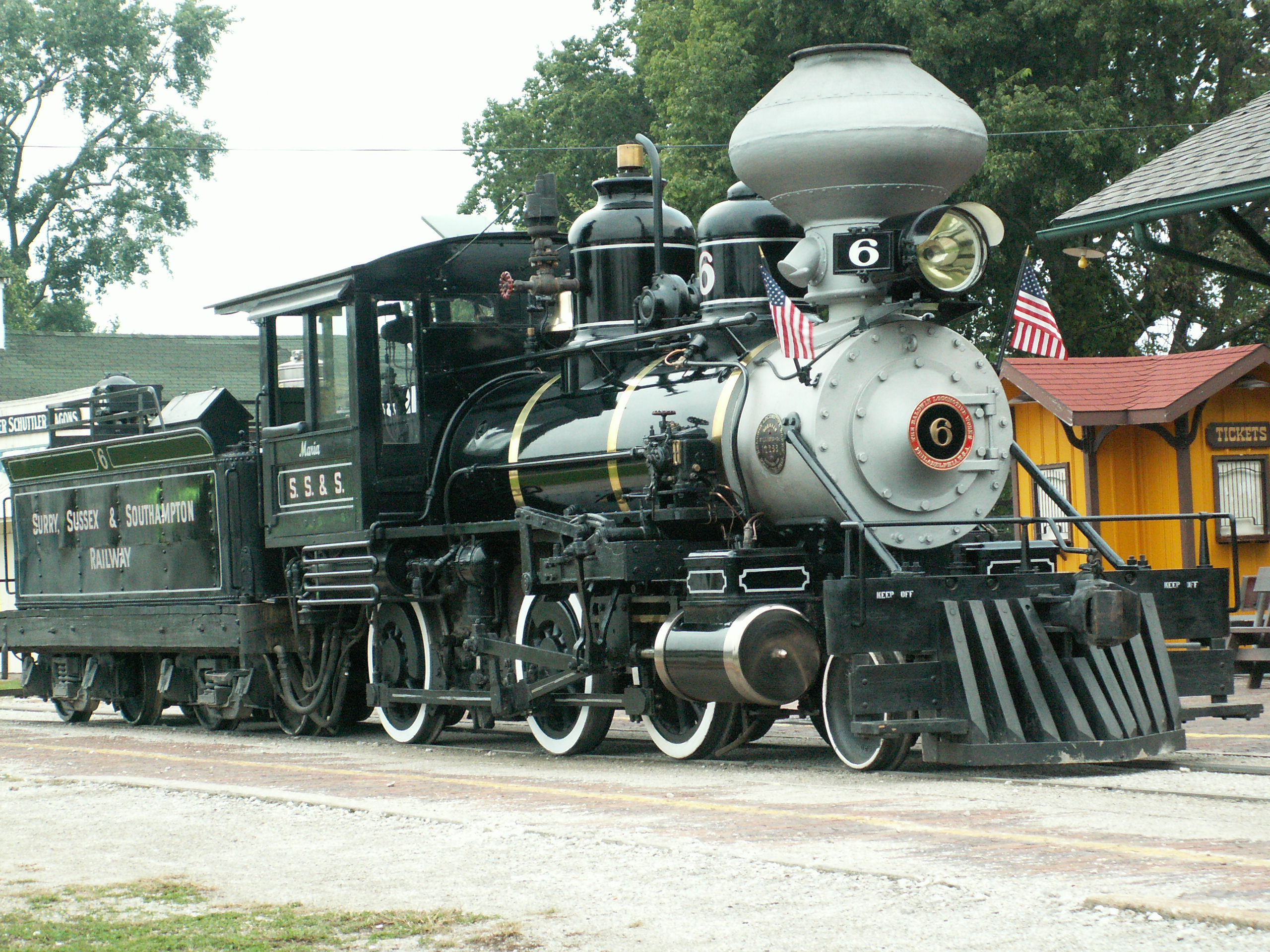
Baldwin Mogul MCRR N.º-6 001

La locomotora N.º 6 (placa de construcción número 12288), es una Baldwin 2-6-0 para vía de 3 pies (914 mm) construida en 1891 para el Ferrocarril de Surry Sussex & Southampton en Virginia. Este ferrocarril instaló el sistema de válvulas Southern, un elegante mecanismo exterior. la máquina finalmente se vendió a la Compañía Argent Lumber de Carolina del Sur. En 1960, el Ferrocarril Central del Medio Oeste, que operaba en el sureste de Iowa, compró la máquina como parte de un lote. Fue la primera locomotora que funcionó regularmente en este ferrocarril, siendo su máquina principal hasta 1971, cuando se puso fuera de servicio para una revisión importante. Completada en 1988, esta reconstrucción inicial incluyó una nueva caldera y su conversión para quemar gasóleo. Se inició una reparación de caldera "mediana" en 2009, con el trabajo completado en septiembre de 2010, a tiempo para la Midwest Old Thresher's Reunion de 2010.
El Ferrocarril Central del Medio Oeste también posee la N.º 2, una 2-6-0 de 36", que fue construido en 1906 para el Ferrocarril de New Berlin & Winfield, que operó una línea de 8 millas (12,9 km) en Pensilvania para una comunidad agrícola. La máquina transportó carga y pasajeros hasta mediados de la década de 1910. En 1917, la locomotora se vendió a la Compañía Argent Lumber en Carolina del Sur, donde trabajó transportando troncos al molino de Hardeeville. Al llegar al Central del Medio Oeste en 1960, recibió reparaciones sustanciales y se puso en servicio a principios de la década de 1970, reemplazando a la máquina N.º 6 como máquina principal de la compañía. En 1987 se dejó fuera de servicio para una reconstrucción completa, que en 2011 todavía estaba en curso.
El Ferrocarril de Walt Disney World, que recorre el Magic Kingdom en Florida, tiene cuatro locomotoras Baldwin operativas: una Clase 8-C 4-4-0 N.º 4 (bautizada Roy O. Disney) fabricada en 1916, las locomotoras gemelas N.º 1 y N.º 3, ambas diseños de la Clase 10-D 4-6-0 de 1925 (de nombres Walter E. Disney y Roger E. Broggie, respectivamente) y la máquina N.º 2 de la Clase 8-D 2-6-0 de 1928 ("Lilly Belle"). Originalmente, trabajaron en los Ferrocarriles Unidos de Yucatán, un ferrocarril con vía de 3 pies (914 mm) ancho que operaba en el estado de Yucatán en México. A fines de la década de 1960, todas fueron compradas por los empleados de Disney Roger E. Broggie y Earl Vilmer por 8000 dólares cada una, siendo restauradas a su condición operativa, mientras se modificaron significativamente con respecto a su apariencia original para que se parecieran a las locomotoras de vapor de la década de 1880. Otras tres locomotoras Baldwin operadas por Disney se localizan en Disneyland (California), donde transportan a los visitantes del parque en el Ferrocarril de Disneyland.

### Locomotoras eléctricas
Desde los primeros años del siglo XX, Baldwin mantuvo una asociación con la Westinghouse Electric para construir locomotoras eléctricas para el mercado estadounidense. Este tipo de máquinas, que cada vez tenían más presencia a pesar de que la electrificación era costosa, se revelaron muy ventajosas para altos niveles de tráfico o para terrenos montañosos. Además, algunas ciudades como Nueva York, estaban prohibiendo las locomotoras de vapor debido a su contaminación y a los problemas con el humo en terminales cubiertas. Baldwin construyó o subcontrató la carrocería y el tren de rodaje, y Westinghouse construyó el equipo eléctrico. Ambas llegaron a un acuerdo similar con las compañías N.V. Heemaf y Werkspoor de los Países Bajos para comercializar sus productos en los mercados extranjeros.
Baldwin construyó las famosas locomotoras eléctricas EP-1 (1906), EF-1 (1912) y EP-2 (1923) para el Ferrocarril de Nueva York, New Haven y Hartford. También entregó las locomotoras eléctricas EP-3 al Ferrocarril de Milwaukee para su uso en su línea entre Harlowton (Montana) y Avery (Idaho).
El Ferrocarril de Pensilvania compró varios tipos de locomotoras eléctricas Baldwin, incluidas las P5A, R1 y la famosa GG1. Así mismo, construyó el primer prototipo de locomotora eléctrica GG1 para su uso en la línea electrificada del ferrocarril de Pensilvania, que se completó en 1935 entre Nueva York y Washington D. C.

### Locomotoras con turbina de vapor

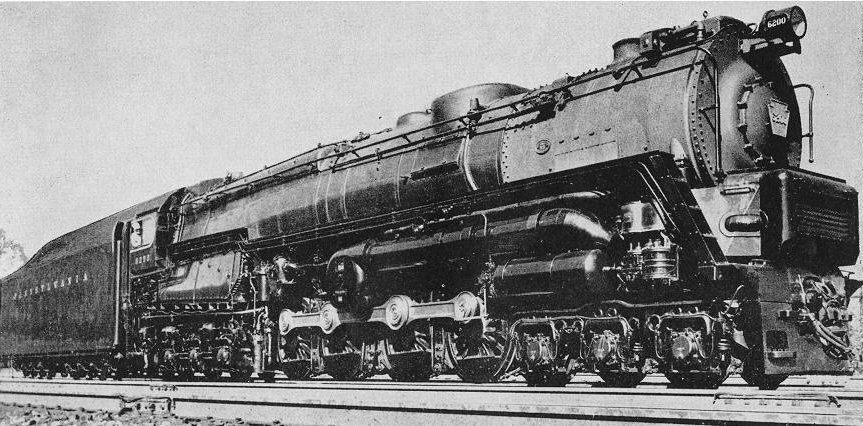
PRR Clase S2 #6200

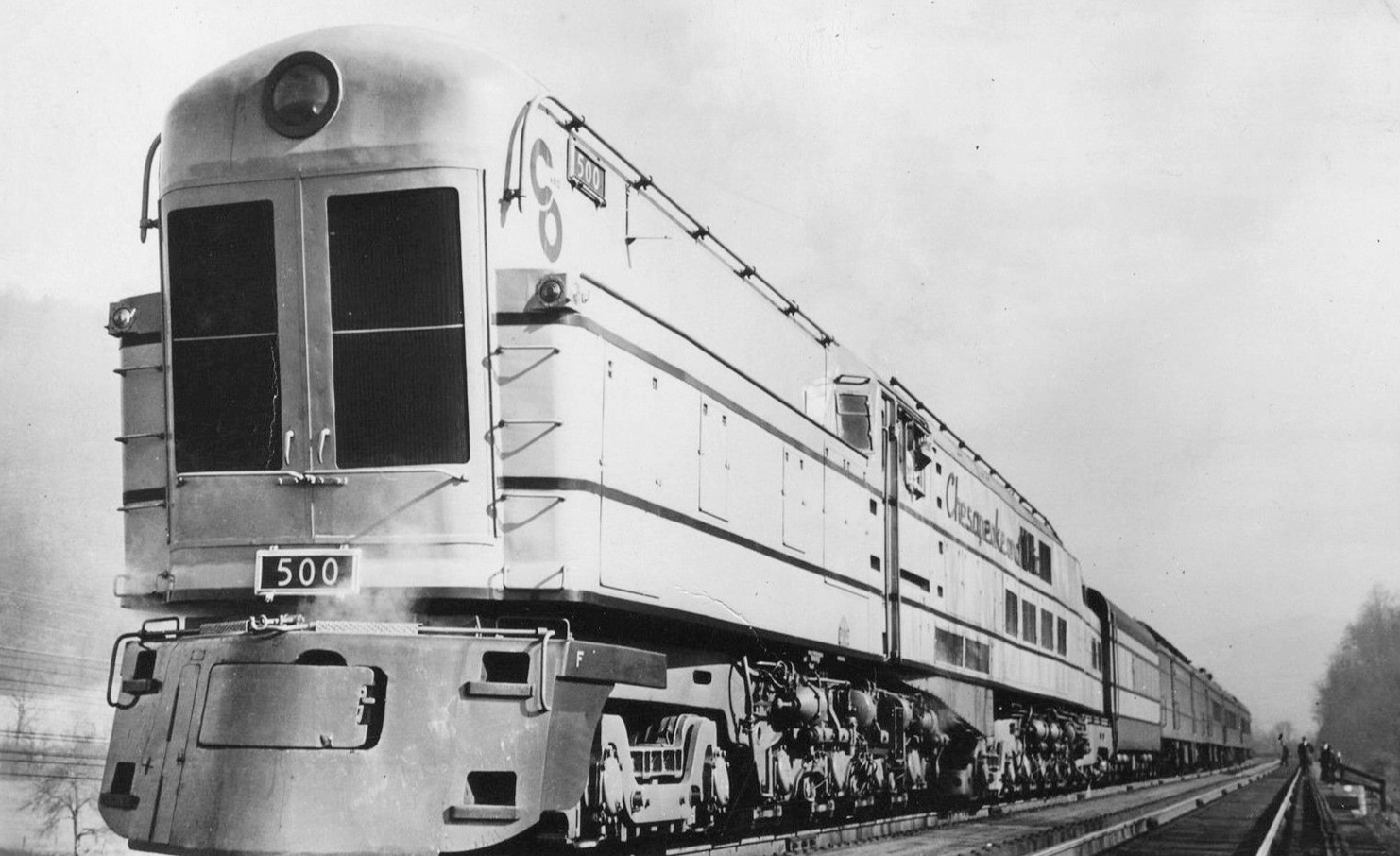
C&O Clase M-1 #500

En los últimos años del vapor, Baldwin realizó varios intentos de tecnologías alternativas a los motores diésel. En 1944 construyó la S2, una locomotora con turbina de vapor del tipo 6-8-6 para el ferrocarril de Pensilvania.
Entre 1947 y 1948, Baldwin construyó tres locomotoras eléctricas con turbina de vapor alimentadas con carbón de diseño único, para el servicio de pasajeros en el Ferrocarril de Chesapeake y Ohio (C&O), que las numeró del 500 al 502 y las clasificó como M-1. Las unidades rendían 6000 caballos (6083,2 CV), estaban equipadas con sistemas eléctricos Westinghouse y tenían una disposición de ruedas 2-C1+2-C1-B. Con una longitud de 106 pies (32,3 m), se convirtieron en las locomotoras más largas jamás construidas hasta entonces para el servicio de pasajeros. La cabina estaba montada en el centro, con un depósito de carbón delante y la caldera detrás. El ténder solo transportaba agua. Estas locomotoras estaban destinadas a una ruta desde Washington D. C. a Cincinnati, pero nunca pudieron recorrer la ruta completa sin algún tipo de problema, debido a que el polvo de carbón y el agua entraban frecuentemente en los motores de tracción. Estos problemas podrían haberse solucionado con el tiempo, pero era obvio que estas locomotoras siempre serían caras de mantener, y las tres fueron desechadas en 1950.
En mayo de 1954, Baldwin construyó una locomotora turbina de vapor-eléctrica de 4500 caballos (4562,4 CV) de potencia para el servicio de carga en el Ferrocarril de Norfolk y del Oeste, apodado "Jawn Henry" por la leyenda de John Henry, un cantero que derrotó en una competición a un taladro a vapor, solo para morir inmediatamente después. La unidad era similar en apariencia a las turbinas C&O, pero muy diferente mecánicamente. Tenía una disposición de ruedas C+C-C+C y una caldera mejorada de tubos de agua, que estaba equipada con controles automáticos. Desafortunadamente, los controles de la caldera a veces eran problemáticos y, al igual que con las turbinas del C&O, el polvo de carbón y el agua se introducían en los motores. La "Jawn Henry" se retiró del servicio en el N&W el 4 de enero de 1958.

### Locomotoras diésel-eléctricas

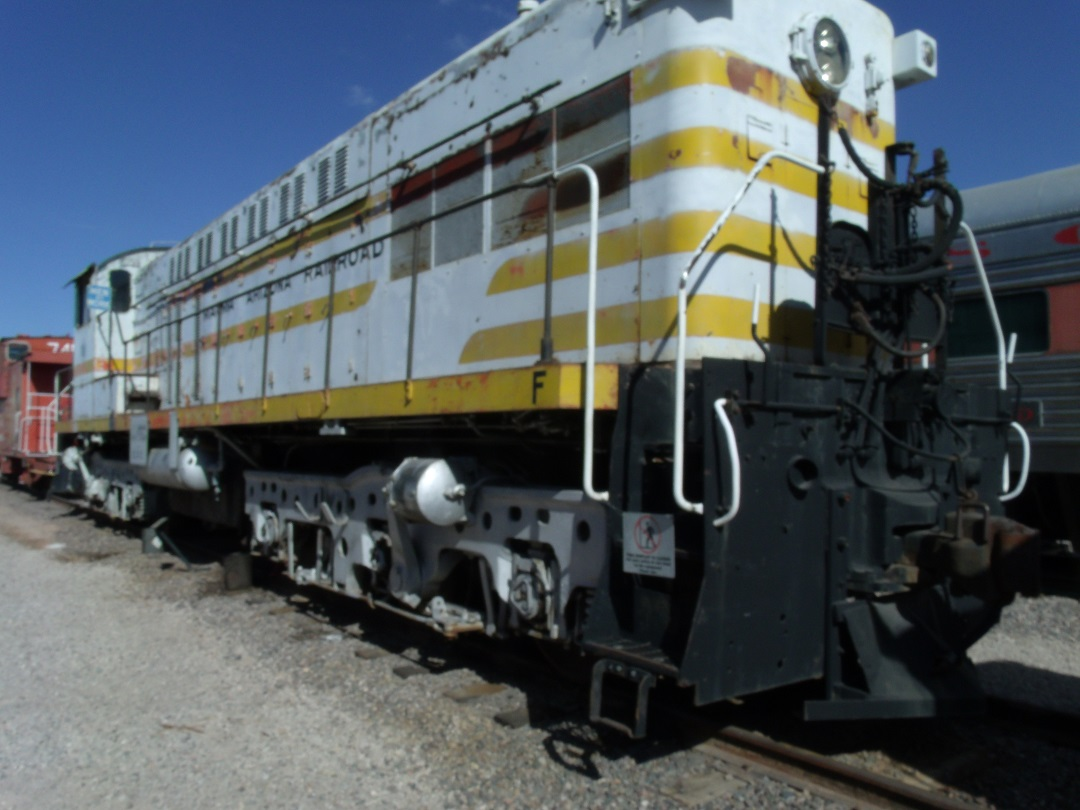
Máquina #10 del Ferrocarril Magma. Baldwin Locomotive Works construyó esta locomotora en 1950 como DRS 6-6-1500 diésel para el Ferrocarril del Río McCloud(n.º #29)

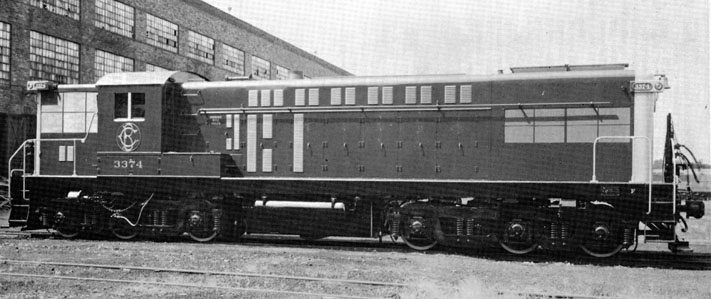
Clase AS616 brasileña

Las máquinas diésel-eléctricas de Baldwin eran conocidas por su capacidad de transporte, pero la compañía seguía siendo partidaria de la tracción de vapor, y tardó en dar el salto a la construcción de locomotoras diésel fiables. Aunque bastante exitosas en el mercado, las máquinas diésel de Baldwin no lo hicieron tan bien como las de otros fabricantes. Gracias a su robusto equipo eléctrico Westinghouse, eran excelentes máquinas de transporte, pero los motores diésel primarios eran menos fiables que los productos comparables de EMD y Alco. Las últimas locomotoras diésel eléctricas de Baldwin se entregaron en 1956.

### Locomotoras de turbina de gas-eléctricas
En abril de 1950, Baldwin y Westinghouse completaron una locomotora de turbina de gas experimental con una potencia de4000 HP (4055,5 CV). Numerada como 4000, pasó a denominarse "Blue Goose", con una disposición de ruedas B-B-B-B. La locomotora utilizaba dos motores de turbina de 2000 HP (2027,7 CV) de potencia, alimentados con fueloil. Estaba equipada para calentar el tren de pasajeros con un generador de vapor, que utilizaba el calor de escape de la turbina derecha. Estaba diseñada para circular a 100 millas por hora (160,9 km/h). Aunque las máquinas se probaron con éxito tanto en el servicio de carga como en el de pasajeros en el Ferrocarril de Pensilvania, en el Ferrocarril MKT y en el Ferrocarril de Chicago y del Noroeste, no se recibieron pedidos, y se descartó en 1953.

## Ferrocarriles y tranvías de vapor
Además de las locomotoras para el ferrocarril, Baldwin construyó en gran número de máquinas de vapor para tranvías urbanos de numerosos operadores en los Estados Unidos y en todo el mundo. Se producían tres modelos básicos, con motores de 9 pulgadas, 11 pulgadas y 13 pulgadas (los tamaños se determinaban según el tamaño del cilindro, en lugar de la capacidad de la caldera). Serían reemplazados mayoritariamente por los tranvías eléctricos, pero se construyeron algunos que siguieron funcionando hasta bien entrado el siglo XX para sistemas que nunca fueron electrificados. Para los Tranvías del Gobierno de Nueva Gales del Sur en Sídney, Australia, se fabricaron 100 unidades entre 1879 y 1910, principalmente del tipo 11" y en configuración 0-4-0.
El Tranvía de Nueva Gales del Sur conserva dos máquinas de vapor operativas:
- Baldwin 11676 de 1891; NSWGT N.º 103 (Museo Histórico del Depósito de Locomotoras de Valley Heights; Nueva Gales del Sur, Australia).
- Baldwin 11665 de 1891; NSWGT N.º 100 (MOTAT-Museo del Transporte y Tecnología, Auckland, Nueva Zelanda). Esta máquina se utilizó posteriormente en Whanganui entre 1910 y 1950.

Otros operadores de máquinas de vapor Baldwin, incluyen a:
- La Compañía de Tranvías y Ferry de Takapuna, Auckland, Nueva Zelanda; 1910–1927. Cubrían la ruta de Bayswater a Milford a través de Takapuna y el lago Pupuke. No se conserva ninguna.